# Personal Computer

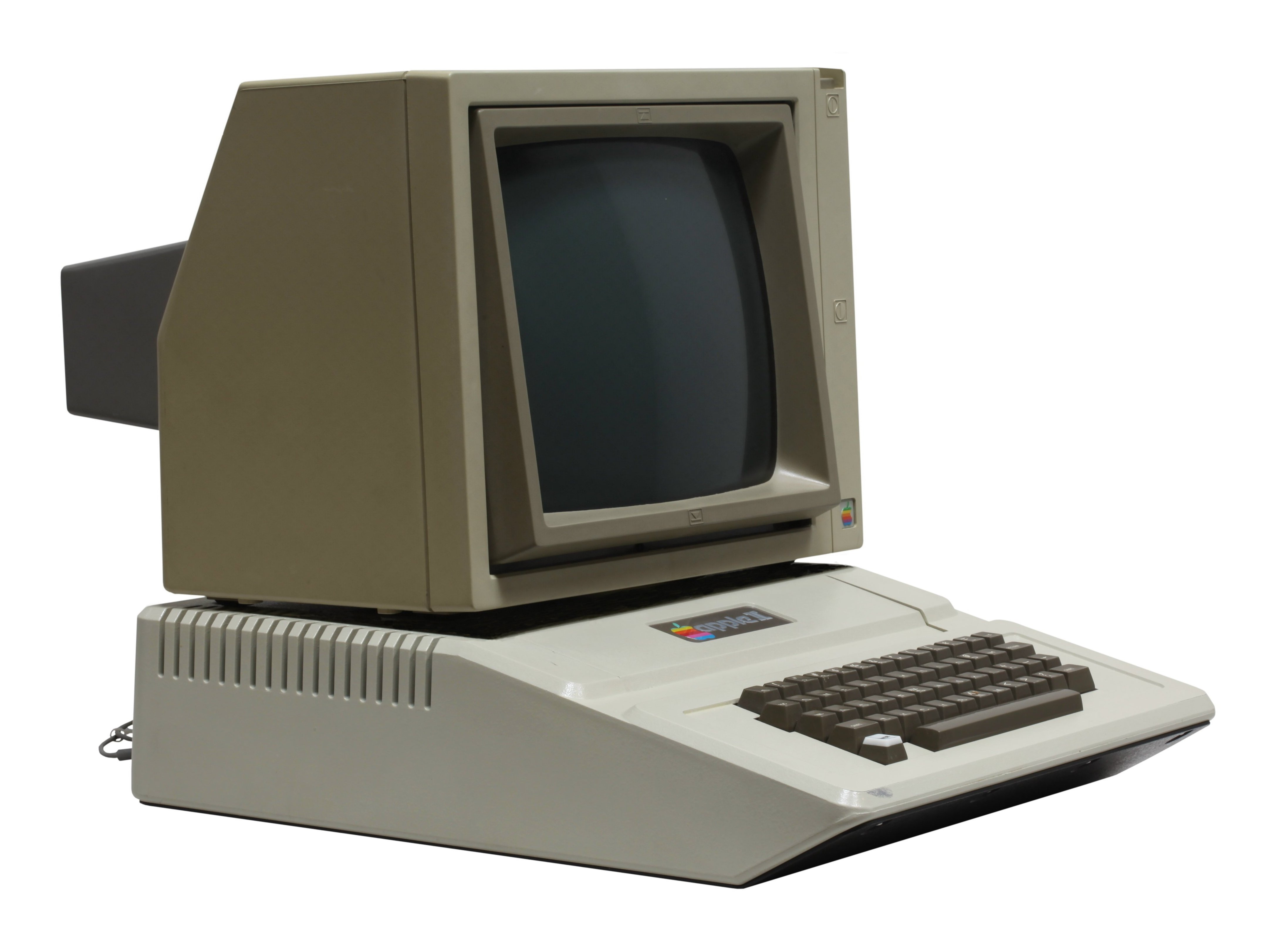
Apple II, Baujahr 1977

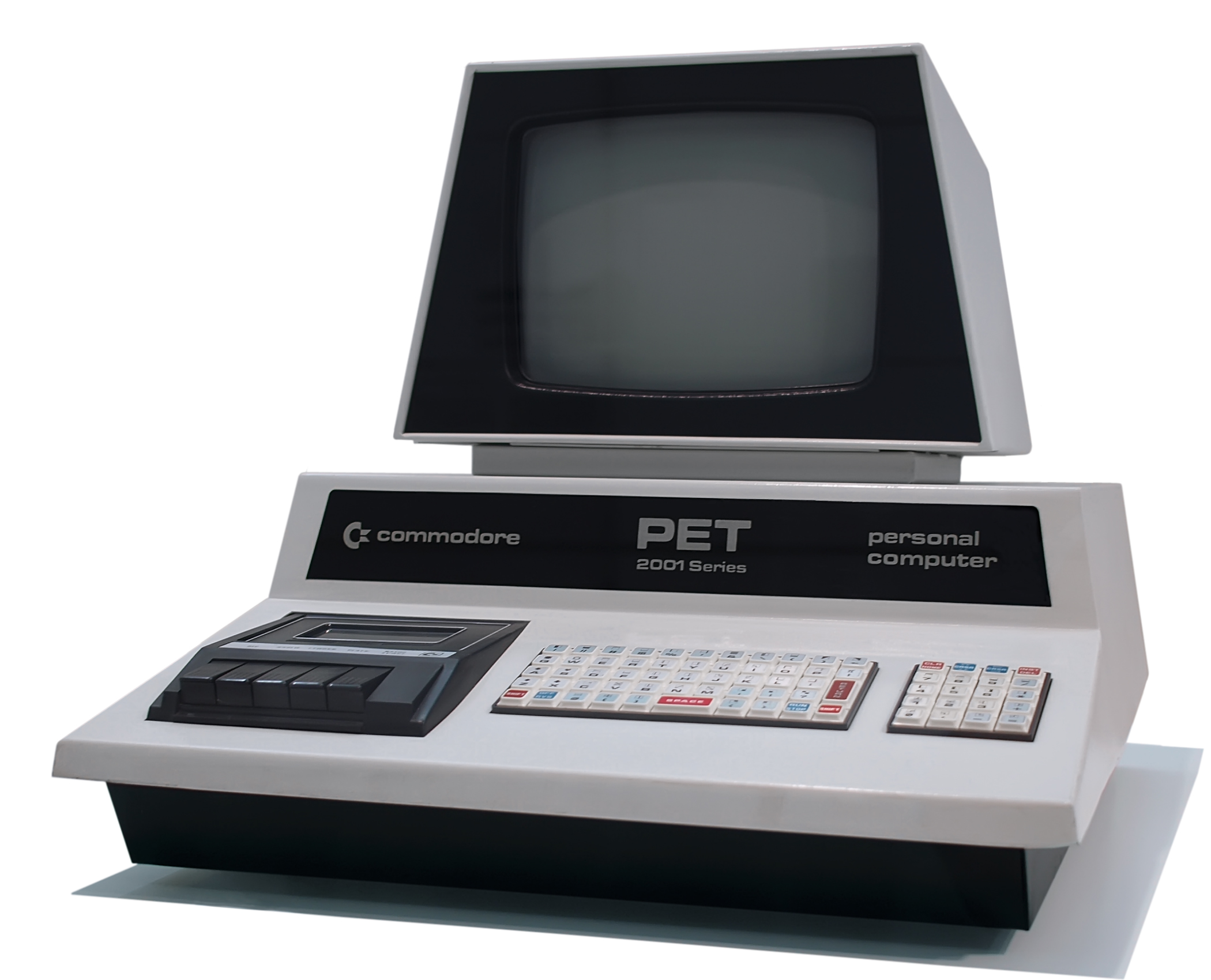
Commodore PET 2001, Baujahr 1977

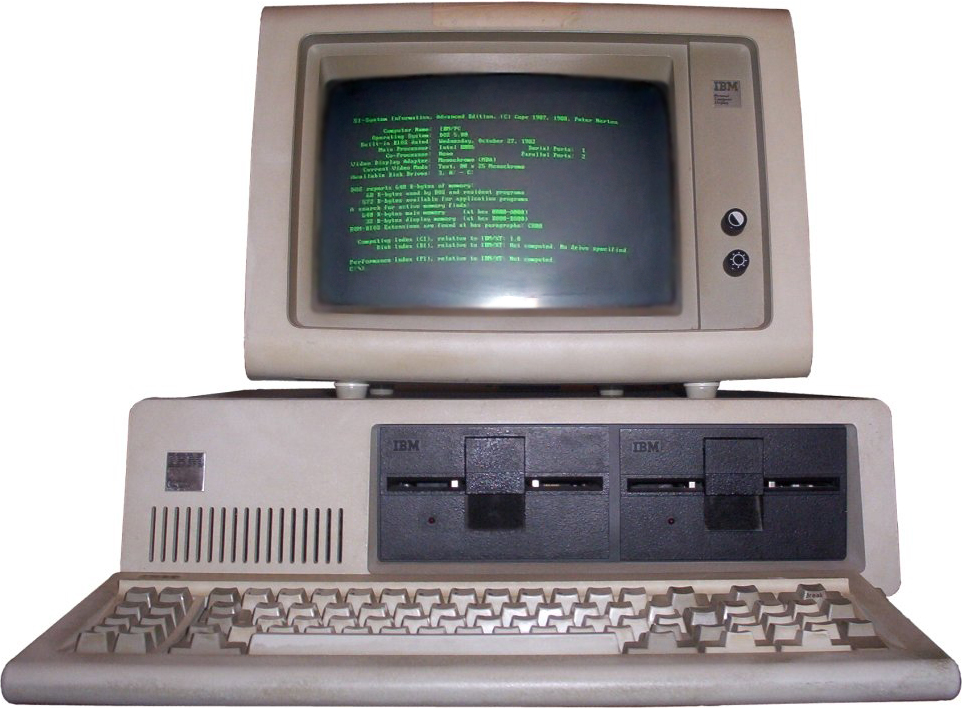
IBM Personal Computer, Baujahr 1981

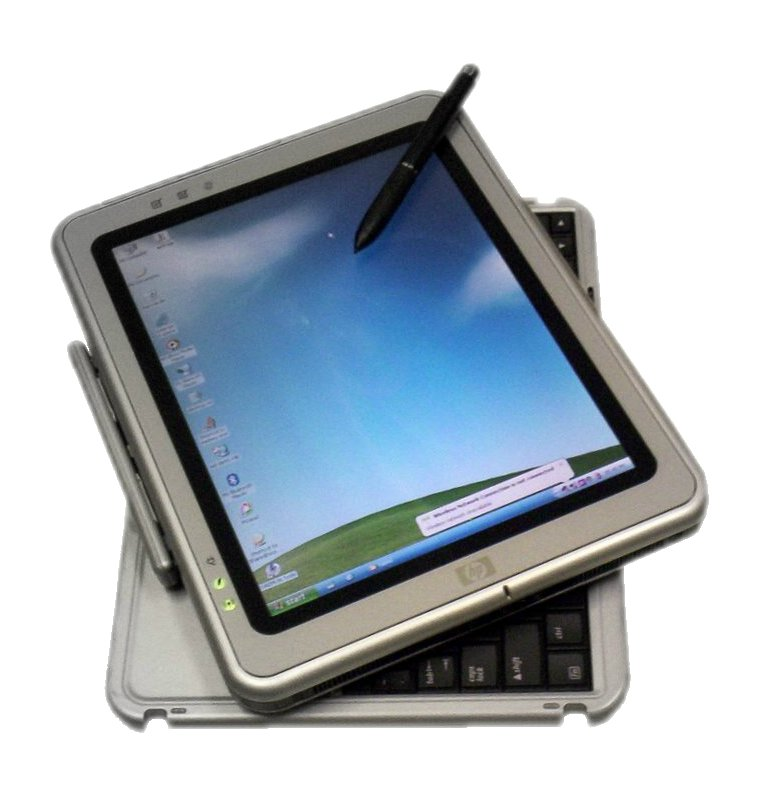
Tablet-PC, seit 2002 mit integrierter und seit 2010 meist ganz ohne oder mit dockbarer Tastatur. Erste und letzte Option vermitteln den Eindruck eines Laptops.

Ein Personal Computer (engl., zu dt. „persönlicher Rechner“), kurz PC, ist ein Mehrzweckcomputer, dessen Größe und Fähigkeiten ihn für den individuellen persönlichen Gebrauch im Alltag nutzbar machen; im Unterschied zu vorherigen Computermodellen beschränkt sich die Nutzung nicht mehr auf Computerexperten, Techniker oder Wissenschaftler. Das Konzept geht zurück auf eine Idee aus den 1970er-Jahren, begründet von Hackern. Die leichte Bedienbarkeit und ein für Privathaushalte erschwinglicher Preis waren wichtige Voraussetzungen für das Konzept, das seit 1976 technisch umgesetzt wird. Erst Geräte dieser Art lösten das aus, was der Journalist Steven Levy als Computerrevolution bezeichnet. Demgegenüber werden Geräte aus einer früheren Zeit vereinzelt bereits Personal Computer genannt, obgleich sie nicht in das Konzept passen.
Ein Personal Computer ist ein Mikrocomputer, in Abgrenzung zu einem Minirechner oder Großrechner. Er tritt beispielsweise als Desktop-, Notebook- oder Tabletcomputer in Erscheinung und kann unter einem beliebigen Betriebssystem laufen, wie Windows, macOS, Android oder ein Unix. Das Spektrum reicht vom Bereich des Heimcomputers bis hin zum typischen Arbeitsplatzrechner. Überdurchschnittlich leistungsfähige Arbeitsplatzrechner für rechen- und speicherintensive Anwendungen werden als Workstation bezeichnet; ihr Preis kann ein Vielfaches eines Personal Computer betragen.
Obwohl bereits in den 1970er-Jahren üblich, wurde der Begriff „Personal Computer“, vor allem dessen Kurzform „PC“, ab 1981 im Sprachgebrauch zunehmend und exklusiv mit dem IBM Personal Computer und dessen IBM-kompatiblen PC-Nachbauten verknüpft. Das war dem Marketing von IBM mit seiner erfolgreichen Werbung geschuldet. Die Verknüpfung bezog sich auf die darin verbaute x86-Prozessor-Familie und der darauf laufenden Betriebssysteme DOS und Windows. Zur Vermeidung von Verwechslung des allgemeinen Begriffs mit der aus dem historischen IBM PC entstandenen Plattform wird manchmal vermieden, den allgemeinen Personal Computer mit PC abzukürzen, wohingegen IBM-PC-kompatible Systeme fast ausschließlich als „PC“ bezeichnet werden.
Darüber hinaus wird der Begriff vereinzelt mit der Bauart eines Desktop-PC assoziiert, was jedoch im Widerspruch zu den alternativen Bauarten und Bezeichnungen, z. B. Notebooks oder Tablet-PCs, steht.

## Aufbau
Personal Computer sind universelle Mikrocomputer und verfügen üblicherweise über folgende Komponenten:
- den Hauptprozessor (Central Processing Unit, CPU)
- die Hauptplatine (auch Mainboard, Motherboard, Systemboard oder Logicboard genannt)
- Arbeitsspeicher (Hauptspeicher, Random Access Memory, abgekürzt RAM)
- Massenspeicher  (oft ungeachtet der tatsächlichen Speichertechnologie mit „Festplatte“ bezeichnet), insbesondere als Startmedium, für den Betrieb des Computers
- ein Gehäuse
- ein Netzteil für den Anschluss an die Stromversorgung

Peripheriegeräte sind optional und zählen nicht zwangsläufig zu den Komponenten des Personal Computers. Sie sind zudem meist austauschbar, wie beispielsweise die Peripheriegeräte Tastatur und Maus zur Eingabe, Monitor oder Drucker zur Ausgabe, sind zur Nutzung als Arbeitsplatzrechner an einem Bildschirmarbeitsplatz allerdings unerlässlich. Werden PCs hingegen z. B. als Server genutzt, werden sonst übliche Peripheriegeräte auch weggelassen, die für diesen Einsatz nicht notwendig sind („headless“).

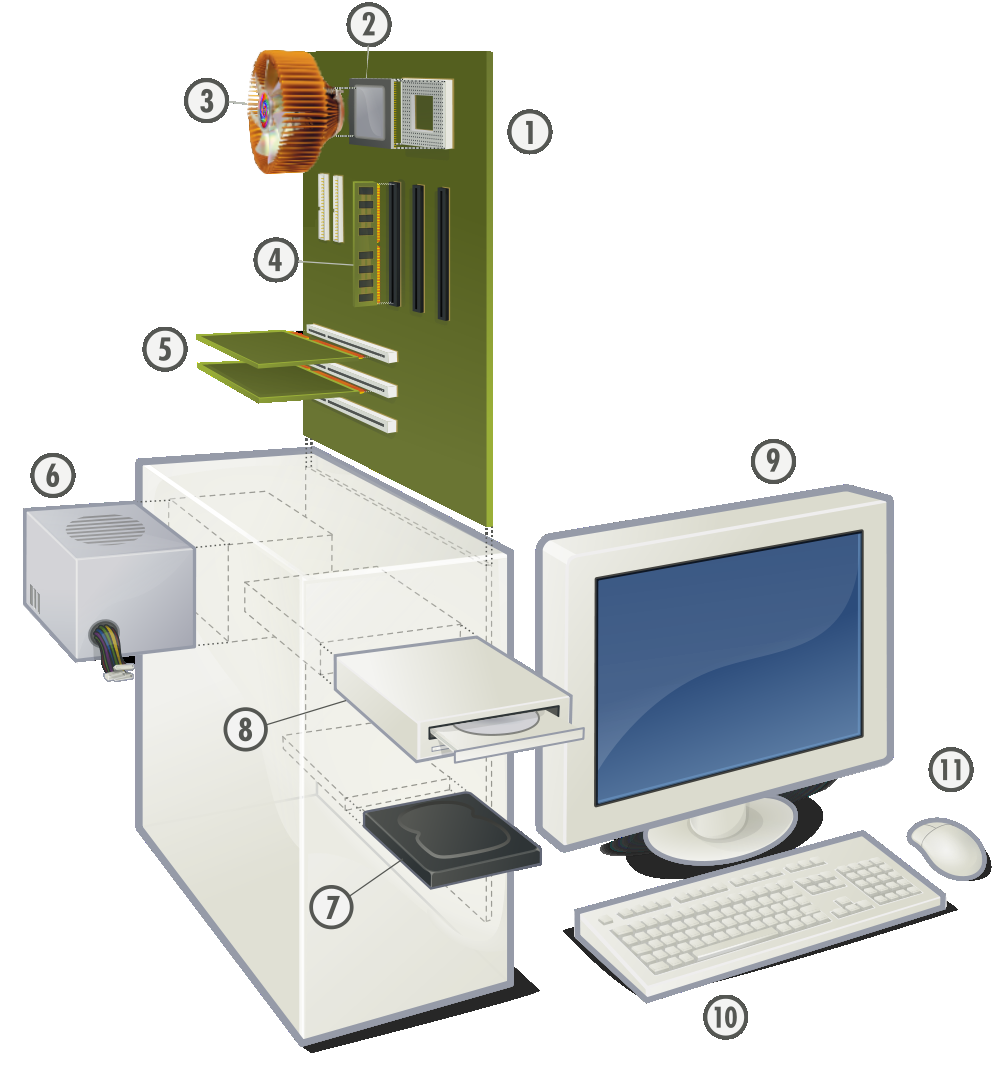
Typische Komponenten eines Personal Computers; die Abbildung zeigt einen Desktop-PC in einem Tower-Gehäuse mit Peripherie (um 2010)

So hatte ein typischer Desktop-Computer um 2010 typischerweise folgenden Komponenten (siehe Abbildung):
1. Hauptplatine mit Schnittstellen zu allen nachfolgenden Bauteilen
2. Hauptprozessor (CPU), entweder auf einem Sockel (wie bei Desktop-PCs fast ausschließlich) oder auf der Hauptplatine fest verlötet (z. B. bei den allermeisten Notebooks)
3. Prozessorkühler (CPU-Kühler, mit Anschlüssen für den Lüfter auf der Hauptplatine, nicht selten mit einer aktiven, regelbaren Lüftersteuerung)
4. Arbeitsspeicher bzw. RAM, entweder als Speichermodul (DIMMs) oder fest verlötet (beispielsweise meist bei Einplatinencomputern, u. a. auch bei einigen Laptops)
5. Steckkarten bzw. Erweiterungskarten, optional (in der Abbildung exemplarisch zwei Steckkarten)
  - bei Desktop-Computern ist dies oft eine „dedizierte“ Grafikkarte, die üblicherweise per PCIe-Schnittstelle auf der Hauptplatine aufgesteckt wird
  - auch integrierte Grafikprozessoren (im Hauptprozessor, früher auch oft als „Chipsatz-Grafik“) sind möglich, wodurch die Notwendigkeit einer Grafikkarte entfällt („integriert“ versus „dediziert“)
  - freie Steckplätze ermöglichen allgemein die spätere Erweiterung mit zusätzlichen Steckkarten
6. PC-Netzteil für die Stromversorgung der Hauptplatine und intern verbauten Komponenten
7. als Massenspeicher konnten herkömmliche Festplattenlaufwerke (HDDs) oder SSDs verwendet werden; Ende der 2010er Jahre haben sich durchwegs NVMe-M.2-SSDs durchgesetzt (anders als in der Abbildung sitzen diese meist direkt auf der Hauptplatine)
8. immer schon optional war ein optisches Laufwerk (seit ca. 2015 werden intern verbaute optische Laufwerke meist weggelassen); als separates Peripheriegerät können optische Laufwerke auch über externe Schnittstellen wie USB angeschlossen werden
9. Monitor
10. Tastatur (tastaturlose Tablet-PCs bieten per Touch-Display eine Bildschirmtastatur)
11. Maus (oder ein alternatives Zeigegerät wie ein Touchpad oder ein Touchscreen)

Gerade Desktop-PCs und Workstations lassen sich üblicherweise sehr einfach erweitern:
- PC-Gehäuse, meist aus Blech und Kunststoff, bieten Platz für (interne) Erweiterungen, beispielsweise
  - zusätzliche Laufwerke oder andere Geräte, z. B. in einem 5,25″-Einschub
  - generell sind, nicht nur bei IBM-PC-kompatiblen Rechnern, übliche Bauformen auf Basis der ATX-Spezifikation verbreitet
- weitere Steckkarten über die freien Steckplätze der vorhandenen Schnittstellen (üblicherweise PCIe, früher auch PCI oder einer der Vorgänger), beispielsweise für
  - Controller für Massenspeicher oder Wechseldatenträger, beispielsweise für (zusätzliche) Anschlüsse für ATA, SCSI, SATA oder NVMe
  - Soundkarten
  - zusätzliche Grafikkarten
- (zusätzliche) Gehäuselüfter – diese sind bei leistungsfähigen Systemen, die viel Abwärme produzieren, zur ausreichenden Kühlung meist notwendig, beispielsweise bei Gaming-PCs oder spezialisierten Workstations
- externe Erweiterungen, die über die vorhandenen externen Schnittstellen an den Computer angeschlossen werden können, neben den klassischen Eingabegeräten (Tastatur und Maus) beispielsweise:
  - Drucker
  - Scanner

Nicht bei allen Formen von Personal Computern ist der Aufbau gleich. So sind bei spezialisierten PCs viele der Komponenten oft zusammengefügt und/oder Erweiterungsmöglichkeiten eingeschränkt, etwa bei Notebooks, eingebetteten Systemen oder Industrie-PCs. Wo Desktop-Steckplätze fehlen, gibt es teils Alternativen zur Erweiterbarkeit wie ExpressCard und MiniPCI Express (früher auch PC Card bzw. PCMCIA oder MiniPCI).

## Entwicklung
„Das ‚Gehirn‘ [der Computer] könnte eines Tages auf unser [menschliches] Niveau kommen und bei unseren Einkommensteuer- und Buchhaltungsberechnungen helfen. Aber das ist Spekulation und es gibt bisher keine Anzeichen dafür.“

Der Journalist Steven Levy veröffentlichte 1984 das weltweit erste Buch, das sich unter anderem mit der frühen Geschichte des Personal Computers auseinandersetzt und dabei die Entwickler und deren Motivation in den Mittelpunkt stellt. Es trägt den Titel „Hackers – Heroes of the Computer Revolution“. Darin beschreibt er eine Gruppierung von Hackern – eine Art stark ausgeprägter Technikenthusiasten –, die sich in den 1970er-Jahren für die Idee eines persönlichen Computers begeisterten. Ihnen ging es darum, Computer im Alltagsleben zu integrieren, sie für jedermann öffentlich zugänglich zu machen, bis hin zu dem damals visionären Ziel, einer breiten Masse die Nutzung universell einsetzbarer persönlicher Computer zu ermöglichen.
Um dieses Ziel zu erreichen, musste der persönliche Computer einige Voraussetzungen erfüllen: So war eine praktikable Größe wichtig, die es einer durchschnittlichen Person erlaubt, ihn transportieren und beispielsweise auf einem Schreibtisch installieren zu können. Er musste für Privathaushalte verfügbar, erschwinglich und universell einsetzbar sein. Entscheidend war eine Handhabung, die für die breite Masse geeignet ist. Das machte eine intuitive und universelle Datenein- und -ausgabe erforderlich, die weit hinaus ging über die Kippschalter und Leuchtdioden der bislang üblichen Computer des unteren Preissegments. Damit die Nutzung nicht nur Elektronik-Fachleuten vorbehalten blieb, mussten Bausätze auch über fertig verlötete Komponenten verfügbar sein, die der Computerhändler oder der Benutzer leicht zusammenfügen kann. Über die jeweilige Bedienungsanleitung hinaus sollte es keine spezielle Schulung erfordern, sowohl den Computer als auch eine darauf installierte Anwendungssoftware zu betreiben. Darüber hinaus sollte der Endbenutzer die Möglichkeit erhalten, seinen persönlichen Computer frei programmieren zu können. Erst Geräte dieser Art lösten das aus, was Levy in seinem oben genannten Buch als Computerrevolution bezeichnet.
Diese Idee wurde von der damals vorherrschenden Industrie als absurd abgetan. So soll Thomas J. Watson, der frühe Chef von IBM, 1943 erklärt haben: „Ich glaube, es gibt einen Weltmarkt für vielleicht 5 Computer“. Wenn auch nicht in diesem Ausmaß, folgten in den 1970er-Jahren Unternehmen wie Texas Instruments, Fairchild, IBM und DEC im Grunde noch immer diesem Dekret. Von einem Mitarbeiter auf die Entwicklung eines persönlichen Computers angesprochen, wies DEC-Chef Ken Olsen 1977 diesen Vorschlag mit der Begründung von sich, dass er sich keine Privatperson vorstellen könne, die einen solchen Computer haben wolle.
Der Idee eines öffentlich zugänglichen Computers, der Vorstufe auf dem Weg zum persönlichen Computer, widmete Ted Nelson 1974 ein Buch mit dem Titel „Computer Lib“, welches zum Standardwerk unter den damaligen Verfechtern dieser Idee wurde. Lee Felsenstein gründete bereits im selben Jahr das Community-Memory-Projekt, welches über öffentliche Terminals in Plattenläden und Bibliotheken den Zugriff auf einen Computer ermöglichte. Das Projekt war für die damalige Zeit wegweisend und hatte den praktischen Nutzen eines schwarzen Bretts, auf dem man per ADD einen beliebigen Beitrag einfügen und mit FIND finden konnte.
Aufgrund der Größe und Kosten der Computer der 1950er- und 1960er-Jahre, die meist ganze Räume füllten oder als Minicomputer etwa schrankgroß waren, konnten diese kaum einem einzelnen Menschen persönlich zugewiesen werden. Das änderte sich erst allmählich, als seit 1961 TTL-Chips und seit 1971 die Mikroprozessoren auf den Markt kamen und die bis dahin vorherrschenden Kernspeicher durch Halbleiterspeicher ersetzt wurden. Für Privathaushalte und damit für den Bau eines PCs erschwinglich wurden solche Komponenten seit Mitte der 1970er-Jahre.
Rund um den von Fred Moore und Gordon French im März 1975 gegründeten Homebrew Computer Club in der Region von San Francisco, der Westküste der Vereinigten Staaten, trafen sich technikbegeisterte Menschen, Hacker, wie Levy schreibt. Angefangen von praktischen Projekten und Entwicklungen, bis hin zur Geburt einer vollkommen neuen Industrie im Silicon Valley, haben sie die Entwicklung des persönlichen Computers entscheidend vorangetrieben. Sie machten bezüglich des PCs immer wieder mit Konzepten und praktischen Entwicklungen auf sich aufmerksam. Viele Computer-Pioniere gingen aus ihren Reihen hervor; Mitglieder dieses Vereins gründeten zahlreiche Computerunternehmen. Der Homebrew Computer Club wird daher als „Schmelztiegel für eine ganze Branche“ bezeichnet.

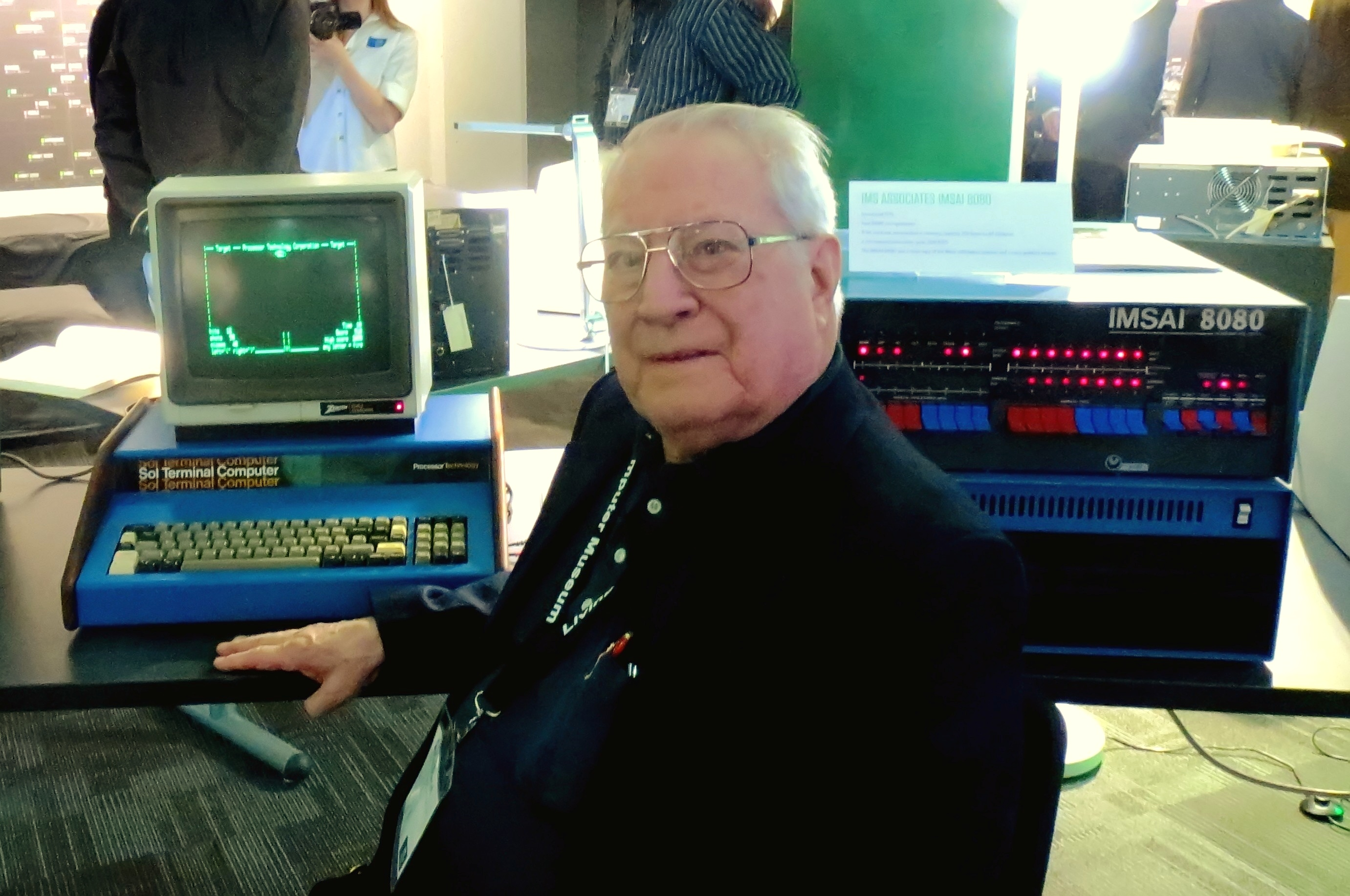
Gordon French, 2. April 2013, Mitbegründer des Homebrew Computer Clubs
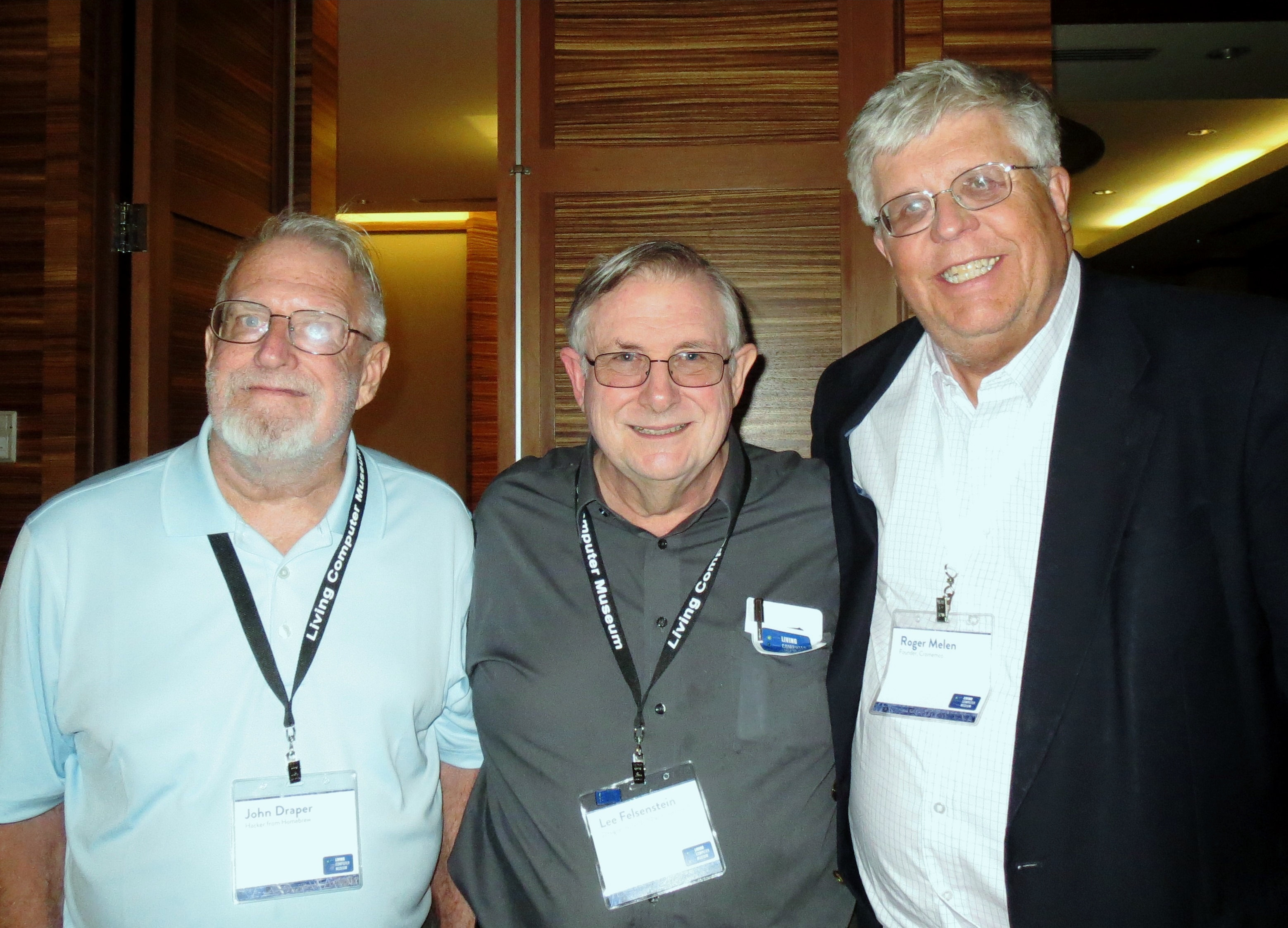
Einige Club-Mitglieder, 3. April 2013: John T. Draper, Lee Felsenstein, Roger Melen

### Kontroverse zum ersten Personal Computer
Levy setzt in seinem oben genannten Buch die Grenze zum Personal Computer dort, wo er das damals visionäre Ziel erreicht sieht, das die von ihm interviewten Entwickler im Personal Computer sahen. Aus dieser Sichtweise heraus gilt der im April 1976 veröffentlichte Apple I als erster Personal Computer der Welt, 1977 gefolgt vom Commodore PET, dem Tandy TRS-80 Model 1 und dem Apple II.
Die oben genannten Voraussetzungen für einen PC sind jedoch nicht festgeschrieben; der Begriff Personal Computer hat keine feste Definition. Die Benennung des Apple I als ersten Personal Computer ist daher nicht unumstritten.
Es gibt je nach Gewichtung tatsächlich mehrere Computer, die jeweils als erster Personal Computer der Welt bezeichnet werden. Vernachlässigt man beispielsweise den Punkt der einfachen für die breite Masse geeigneten Handhabung und setzt auch die universelle Einsatzmöglichkeit des Computers nicht zwingend voraus, so ist der für Privathaushalte erstmals erschwingliche Simon aus dem Jahr 1949 der erste Personal Computer; ein auf Relais basierender Lerncomputer, der ausschließlich als Selbstbausatz zu erwerben war. Soll es ein rein elektronischer Computer mit integrierten Schaltkreisen sein, der als komplett montiertes Gerät ausgeliefert wurde, so gilt der Kenbak-1 von 1971 als der erste PC. Wird ein in Serie produzierter Mikrocomputer vorausgesetzt, der also als zentrale Recheneinheit (CPU) einen Mikroprozessor nutzt, dann ist es der Micral N aus dem Jahr 1973. Einigen gilt der Altair 8800 von 1975 als erster Personal Computer der Welt, auch wenn er sich nicht viel vom Micral N unterschied. Allen bisher genannten Computern ist die Voraussetzung gemein, dass ein Personal Computer für Privathaushalte erschwinglich sein muss. Doch selbst dieser Punkt erhebt keinen Anspruch auf Allgemeingültigkeit; Menschen, die der einfachen Handhabung eine besonders hohe Gewichtung geben, aber weder dem Preis noch der Verfügbarkeit eine Bedeutung beimessen, bezeichnen den Xerox Alto von 1973 als den ersten PC der Welt.
Die Bedeutung des Wortes liegt in seinem Gebrauch. Für Levys Abgrenzung spricht, dass der PC umgangssprachlich nicht mit einem Gerät assoziiert wird, das man per Kippschalter und Lämpchen bedient, sondern per Tastatur und Monitor. Der für 666 US-Dollar erhältliche Apple I war unbestritten der erste für Privathaushalte erschwingliche Personal Computer, der ab Werk mit einem Betriebssystem und allen benötigten Anschlüssen ausgestattet war, um ihn auf moderne Weise per Tastatur und Monitor zu betreiben. Nicht im Lieferumfang enthalten waren einige für den Betrieb wichtige Komponenten; die Tastatur, das Gehäuse und Netzteil mussten separat erworben werden und ohne ein heimisches Fernsehgerät als Monitorersatz und einen Kassettenrecorder als Datenspeicher war er nicht arbeitsfähig. Im Januar 1977 wurde der weltweit erste PC dieser Art mit einer kompletten betriebsbereiten Ausstattung vorgestellt: der für 795 US-Dollar erhältliche Commodore PET 2001. Der vier Jahre ältere Xerox Alto wurde zwar auch per Tastatur und Monitor betrieben und verfügte sogar über eine Maussteuerung, jedoch wird er im Unterschied zu diesen beiden Geräten als Workstation klassifiziert aufgrund seines hohen Preises. Eine Workstation kann ein Vielfaches eines Personal Computers kosten. Seine Herstellungskosten lagen 1973 bei 12.000 US-Dollar (was auf die Kaufkraft von 2025 bezogen einem Wert von etwa 85.000 US-Dollar entspricht); der führende Entwickler Charles P. Thacker schätzt, dass der Verkaufspreis im Jahr 1973 sogar bei 40.000 US-Dollar gelegen hätte (damals wurde der Xerox Alto nicht offiziell zum Verkauf angeboten). Bereits vor dem Xerox Alto existierten andere grafische Workstations mit Tastatur und Monitor, wie der IMLAC PDS-1 von 1970 und der IBM 2250 aus dem Jahr 1964.
Ihre einfache Handhabung und der geringe Preis machten Personal Computer seit 1976 für durchschnittliche Privatanwender weitgehend tauglich und attraktiv. Erst der überragende Verkaufserfolg solcher Geräte durch andere (zum Teil branchenfremde, zum Teil neu gegründete) Unternehmen sollte die vorherrschende Computerindustrie dazu veranlassen, sich der Idee des persönlichen Computers anzunehmen, eigene Produkte zu entwickeln und seit 1981 auf den Markt zu bringen. Dabei war das Marketing von IBM mit der Werbung für ihren IBM Personal Computer, kurz IBM PC, derart erfolgreich, dass der Begriff „Personal Computer“ häufig mit dieser Marke in Verbindung gebracht wurde, obwohl gerade dieser PC preislich grenzwertig zum ursprünglichen PC-Konzept war. Dafür setzten sich die wesentlich preiswerteren Nachbauten, die „IBM-PC-kompatiblen Computer“, als eine der erfolgreichsten Plattformen für den persönlichen Computer durch; die marktüblichen PC mit Windows-Betriebssystem und x86-Prozessoren beruhen auf der stetigen Weiterentwicklung des damaligen Entwurfs von IBM. Der erfolgreichen Werbung von IBM ist es zu verdanken, dass häufig der IBM PC 5150 von 1981 als erster Personal Computer der Welt bezeichnet wird. Dabei war IBM nicht einmal das erste Unternehmen, das ihr Produkt als Personal Computer bewarb; in der Werbung erstmals als Personal Computer bezeichnet wurde der Tischrechner HP-9100A von 1968, gefolgt vom HP-9830 von 1972 und dem Altair 8800 von 1975.

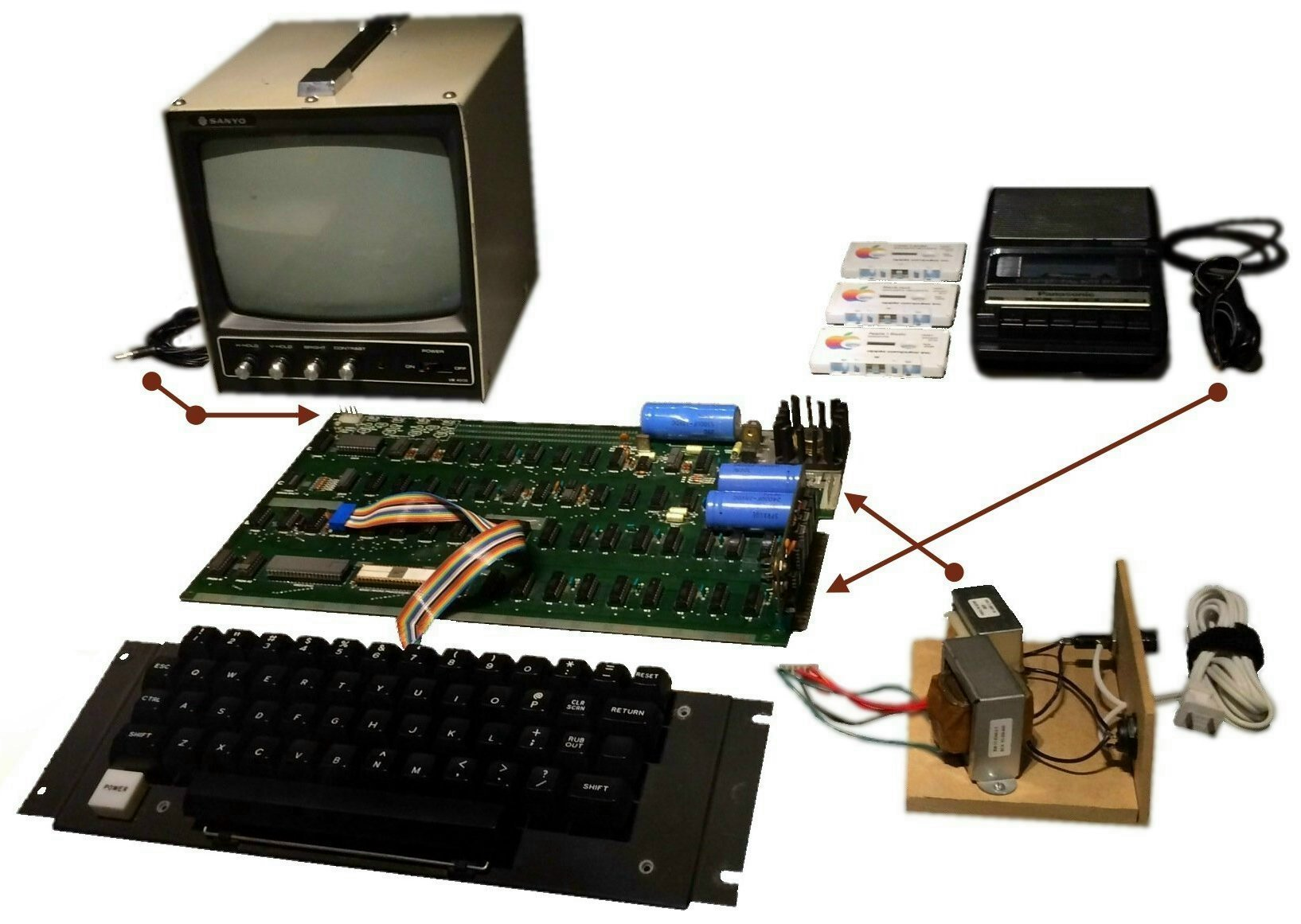
Apple I ohne Gehäuse (1976)
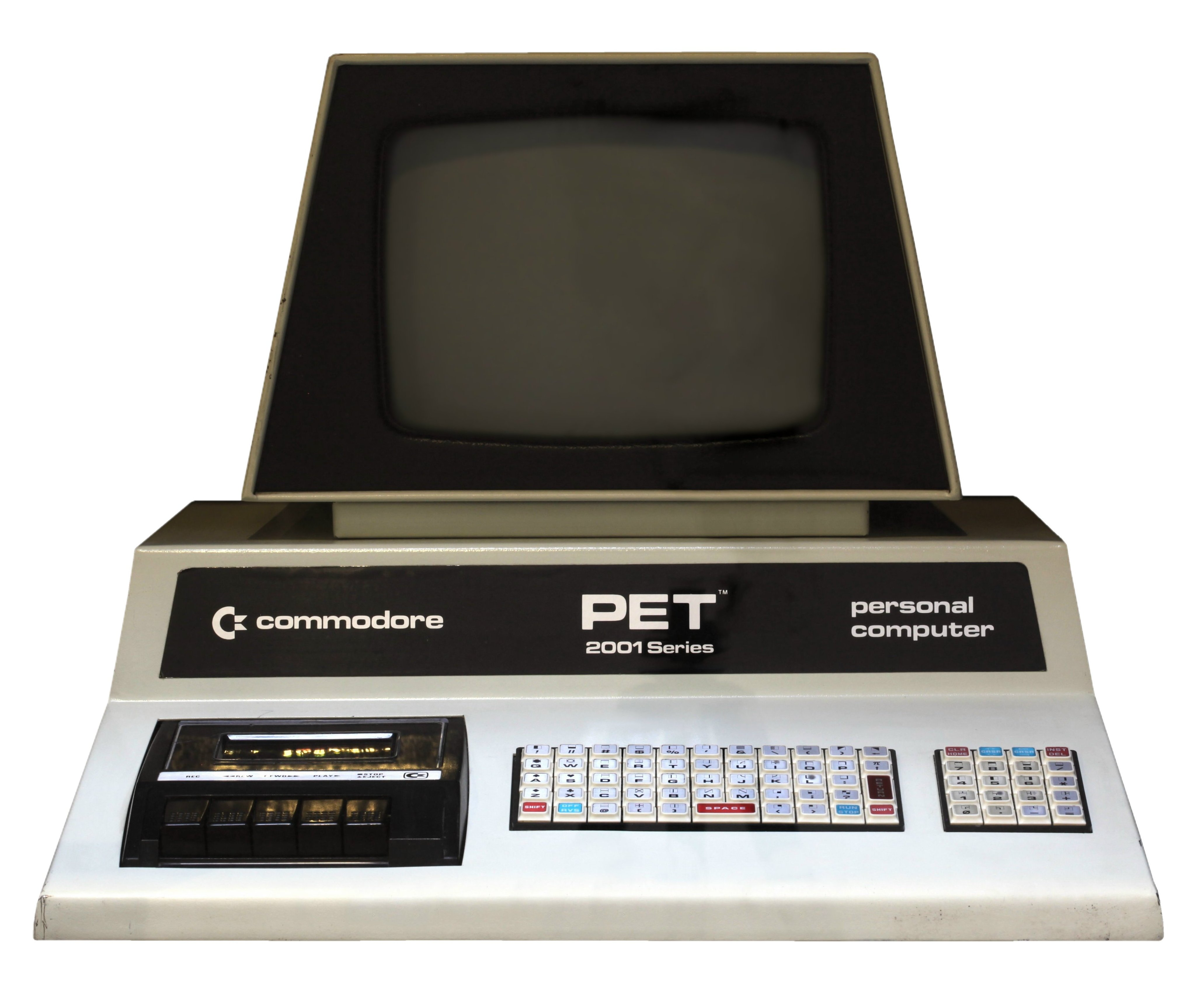
Commodore PET 2001 (1977)
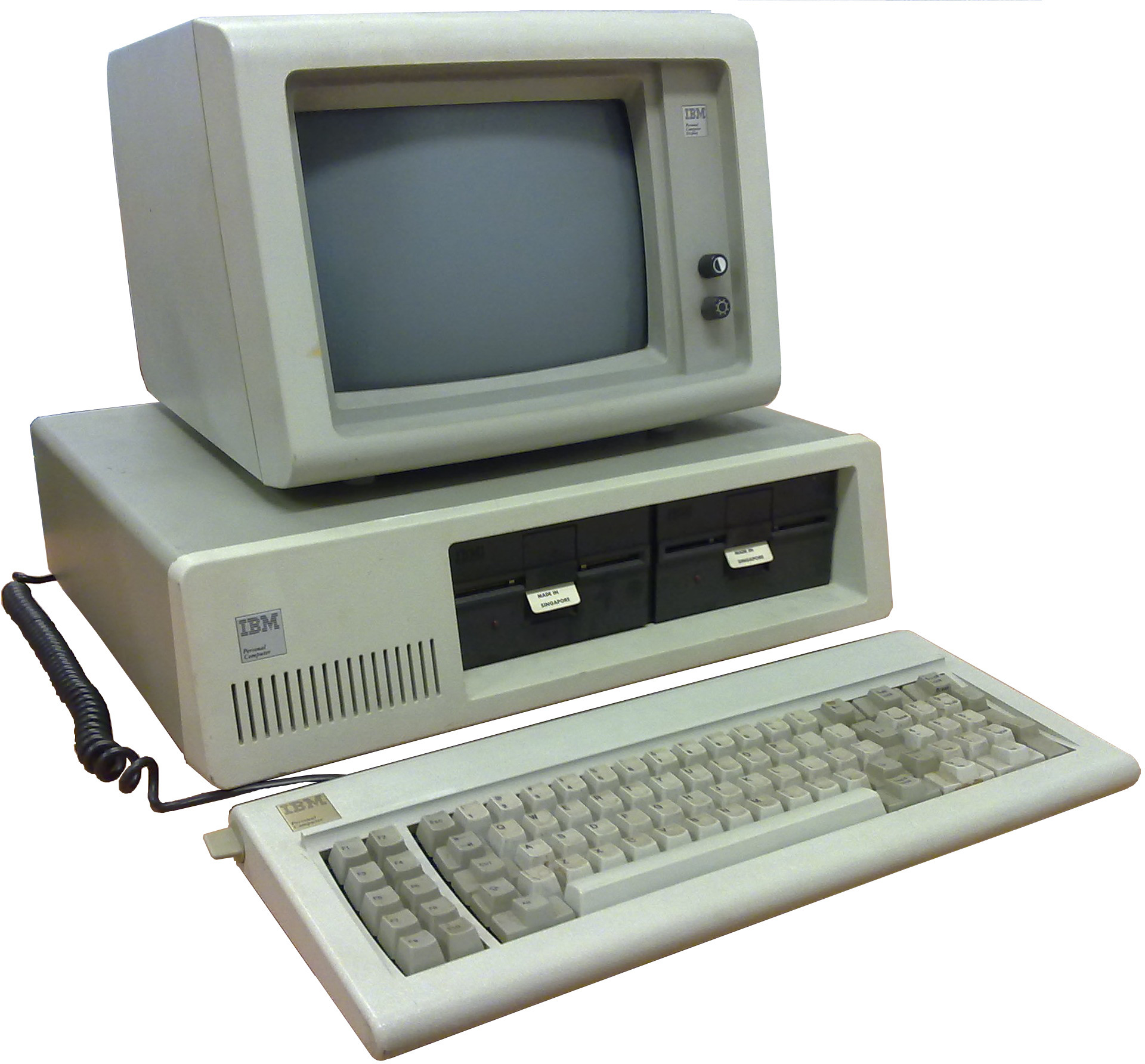
IBM PC 5150 (1981)

### Die Vorläufer des modernen Personal Computers
1949 stellte Edmund C. Berkeley mit Simon den ersten Computer für den Heimgebrauch vor. Er bestand aus 50 Relais und wurde für 300 US-Dollar in Gestalt von Bauplänen vertrieben, von denen in den ersten zehn Jahren über 400 Exemplare verkauft wurden. Er ist ein für damalige Verhältnisse kompakter digitaler programmierbarer und weitgehend automatisierter Computer, der für Privathaushalte erschwinglich ist. Rechnet man die Bauteile hinzu, konnte er damals für rund 500 US-Dollar gebaut werden (was auf die Kaufkraft des Jahres 2025 bezogen einem Wert von etwa 6.600 US-Dollar entspricht). Für seinen Betrieb benötigt man über die Bedienungsanleitung hinaus keine spezielle Schulung. Damit erfüllt er bereits viele Voraussetzungen für einen persönlichen Computer und gilt daher manchen Menschen als erster PC der Welt. Mit seinen fünf Bedientasten, dem Lochstreifen als Programmablaufspeicher und den fünf Lämpchen als Ausgabeeinheit, die Zahlen von 0 bis 4 darstellen konnten, entspricht dieses Gerät jedoch technisch nicht dem, was unter einem Personal Computer verstanden wird. Der Simon ist speziell als Lerncomputer entwickelt worden, der dem Anwender die grundlegende Funktionsweise eines Computers näher bringen sollte. Ähnlich verhält es sich mit dem auf Drehscheiben basierenden GENIAC von 1955, dem analogen, auf Röhren basierenden Heathkit EC-1 von 1959 und dem Relais-Computer Minivac 601 aus dem Jahr 1961.
Der erste frei programmierbare Tischrechner der Welt, der Programma 101 von Olivetti, erschien 1965 für einen Preis von 3200 US-Dollar. Drei Jahre später brachte die Hewlett-Packard Company mit dem HP-9100A ein programmierbares Rechengerät auf den Markt, das im Vergleich zum Programma 101 bereits mehr Möglichkeiten der Anzeige und Programmierung bot, aber mit 4900 US-Dollar rund das Doppelte eines damaligen durchschnittlichen Bruttojahresgehaltes kostete. Dieser Rechner wurde in einer Werbeanzeige erstmals in der Literatur als Personal Computer bezeichnet, obgleich er weder preislich noch technisch dem heutigen Verständnis eines PCs entspricht. Bemerkenswert ist, dass die Leistung beider Tischrechner ohne die Verwendung von integrierten Schaltkreisen erbracht wurde.
1967 erschien ein Buch mit dem Titel „How To Build a Working Digital Computer“ von den Autoren Edward Alcosser, James P. Phillips und Allen M. Wolk. Das Buch beschreibt, wie man einen einfachen Computer aus Alltagsgegenständen bauen kann, wie aus Büroklammern für Schalter und einer Konservendose für den Trommelspeicher. Für 1000 US-Dollar vertrieb das Unternehmen COMSPACE 1969 eine professionell zusammengebaute Version dieses Lerncomputers unter dem Namen Arkay CT-650.
Mit dem IMLAC PDS-1 erschien 1970 eine vernetzte Grafik-Workstation des Herstellers Imlac Corporation of Needham, einem kleinen Unternehmen aus Massachusetts, USA. Bemerkenswert war, dass dieses Unternehmen eine sehr effiziente Konstruktion entwickelte, die es erlaubte, dass sie ihren Computer bereits für 8300 US-Dollar zum Kauf anbieten konnten (zum Vergleich kostete der technisch in etwa vergleichbare IBM 2250 aus dem Jahr 1964 noch 280.000 US-Dollar). Der PDS-1 war ein Vorreiter auf dem Weg zu einem grafischen Personal Computer, in Teilen vergleichbar mit dem weitaus teureren Xerox Alto aus dem Jahr 1973.
Im September 1971 erschien der von John Blankenbaker entwickelte Kenbak-1 für 750 US-Dollar. Obwohl die ersten Mikroprozessoren seit 1971 verfügbar waren, verwendete sein Computer keinen Mikroprozessor; Blankenbaker konstruierte die Maschine auf einer einzigen Platine mit TTL-Chips. Der Kenbak-1 wird mitunter als erster Personal Computer der Welt bezeichnet. Da er kein Betriebssystem erhielt, mussten sämtliche Aktionen in einem reinen Maschinencode programmiert werden über eine Reihe von Tasten und Schaltern, die auf der Frontseite untergebracht waren. Die Ausgabe bestand aus einer Reihe von Lichtern auf der Rückseite. Geräte wie dieses waren für durchschnittliche Privatanwender weitgehend untauglich und auch kaum attraktiv; der Kenbak-1 passt daher weder in das Konzept des persönlichen Computers noch entspricht er technisch dem, was man umgangssprachlich unter einem Personal Computer versteht.
Der 1972 veröffentlichte HP-9830 war der erste Tischrechner mit einem im ROM integriertem BASIC-Interpreter. Im Unterschied zum HP-9100A und dem Programma 101 verfügte er über eine vollständige alphanumerische Tastatur und ein alphanumerisches Display, wodurch er eine Brücke schlug zwischen einem üblichen Tischrechner und einem All-in-one-Desktop-Computer. Zwar besaß dieses Gerät nur eine einzige Bildschirmzeile mit lediglich 32 Zeichen und war mit 5.975 US-Dollar (was auf das Jahr 2025 bezogen einem Wert von etwa 45.000 US-Dollar entspricht) für Privathaushalte kaum erschwinglich; dennoch kam er dem heutigen Verständnis zum Begriff Personal Computer schon recht nahe. Daher gilt er manchen Menschen als erster PC der Welt.
Der Micral N war ein weiterer Vorläufer des Personal Computers; der erste in Serie hergestellte Computer seiner Art mit einem Mikroprozessor, in diesem Fall ein Intel 8008. Er wurde in Frankreich von André Truong Trong Thi und François Gernelle entwickelt und dort seit 1973 für 8500 FF verkauft (umgerechnet 1750 US-Dollar, was nach Kaufkraft von 2025 einem Wert von etwa 12.400 US-Dollar entspricht). Erfolgte die Datenein- und -ausgabe zunächst per Kippschalter und Lämpchen, wurde er seit 1974 gegen Aufpreis mit einer Tastatur und einem Bildschirm ausgeliefert; Festplatten waren ab 1975 erhältlich. Bedientechnisch entsprach dieser Computer seither dem Verständnis eines PC, jedoch preislich nicht. Ebenfalls im Jahr 1973 erschien der Scelbi-8H, ein weiterer Mikrocomputer mit einem Intel 8008.
Mit dem HP-65 kam 1973 für 795 US-Dollar der erste vollständig programmierbare Taschenrechner der Welt auf den Markt. Da er jedoch über kein alphanumerisches Display verfügt, kann er als anspruchsvoller programmierbarer Rechner betrachtet werden, der technisch weiter von einem PC entfernt ist, als beispielsweise der ein Jahr ältere HP-9830.
Das Unternehmen Xerox PARC stellte 1973 ihren Xerox Alto der Weltöffentlichkeit vor, ein etwa kühlschrankgroßes Gerät. Mit einer schreibmaschinenähnlichen Tastatur, einer 3-Tasten-Maus, einer zusätzlichen kleinen 5-Tasten-Akkordtastatur für besondere Befehle, einem objektorientierten Betriebssystem, einem Bildschirm mit grafischer Benutzeroberfläche (engl. graphical user interface, kurz GUI) und einer Ethernet-Schnittstelle war er wegweisend für den künftigen Personal Computer. Diese Workstation war jedoch als wissenschaftliches Gerät gedacht; sie war weder für den privaten Gebrauch erschwinglich, noch in dieser Zeit für den Handel verfügbar und wurde erst ab 1978 zu einem Preis von 32.000 US-Dollar zum Kauf angeboten (nach Kaufkraft von 2025 wären das etwa 154.000 US-Dollar).
Der Mark-8 erschien 1974 und war ein weiterer Mikrocomputer, betrieben von einem Intel 8008. Vom Mark-8 wurde ausschließlich der Bauplan und die Platine verkauft; er war somit lediglich als Selbstbausatz erhältlich.
Mit dem Altair 8800 des Anbieters MITS kam 1975 ein in Serie produziertes Gerät auf den Markt, das ebenfalls als Personal Computer bezeichnet wird und als Bausatz für 397 US-Dollar, als Komplettgerät für 695 US-Dollar zu erwerben war. Innerhalb der frühen Szene rund um den Homebrew Computer Club erfreute sich der Altair 8800 großer Beliebtheit und diente den Mitgliedern des Clubs als Kernstück für eigene Erweiterungen. Zukunftsweisend war die Ausstattung mit einem Bus-Stecksystem für Erweiterungskarten nach dem S-100-Bus-Standard. Mit seinen Kippschaltern als Eingabeeinheit und Leuchtdioden als Ausgabeeinheit entspricht jedoch dieses Gerät technisch nicht dem, was unter einem Personal Computer verstanden wird. Zur Benutzung von Altair BASIC oder CP/M als Kommandozeilen-Betriebssystem musste ein Text-Terminal über die serielle Schnittstelle (das RS-232-Interface) angeschlossen werden. Ähnlich war es mit dem im selben Jahr erschienenen KIM-1 des Unternehmens MOS Technology, der immerhin schon eine 24-Tasten-Eingabeeinheit im Taschenrechnerformat zur direkten Eingabe von HEX-Code besaß sowie über eine 6-stellige 7-Segment-LED-Anzeige als Ausgabeeinheit verfügte.
Der 1975 veröffentlichte IBM 5100 wartete mit seiner schreibmaschinenähnlichen Tastatur, einem integrierten Monitor und einem Kassettenlaufwerk für wechselbare Datenspeicher auf. Rein technisch konnte er alles vorweisen, was unter einem Personal Computer verstanden wird. Jedoch war der Preis von damals 9000 bis 20.000 US-Dollar (etwa 52.000 bis 117.000 US-Dollar auf das Jahr 2025 bezogen) für Privathaushalte deutlich zu hoch, weshalb er ebenfalls nicht in das Konzept des Personal Computers passte.

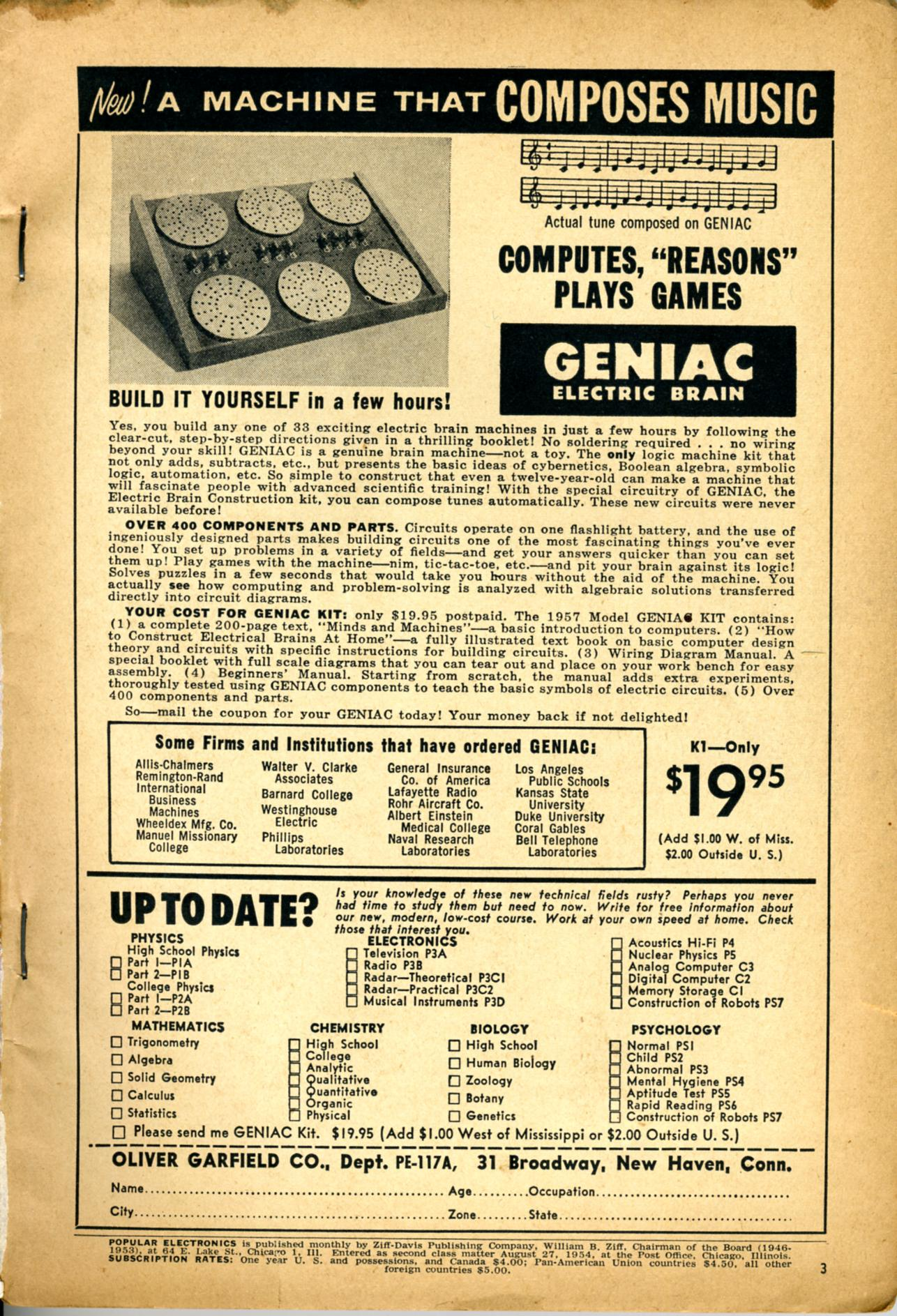
GENIAC (1955)
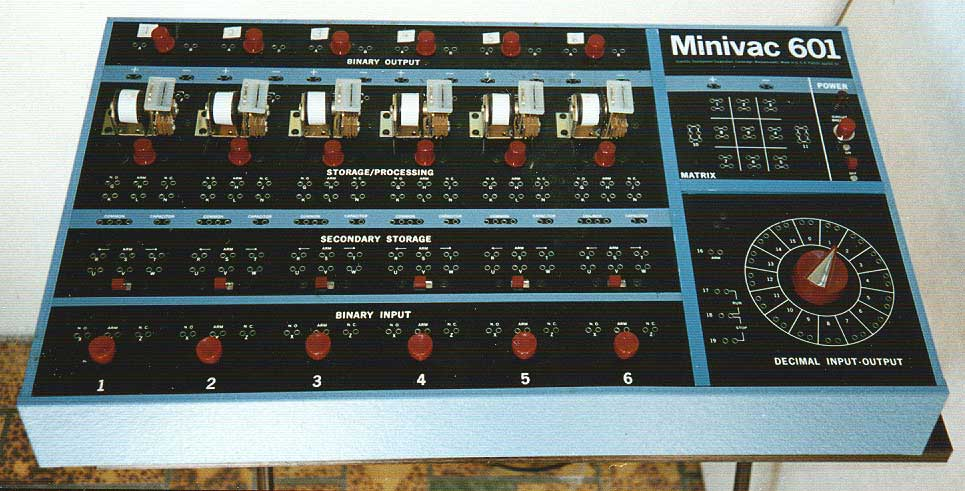
Minivac 601 (1961)
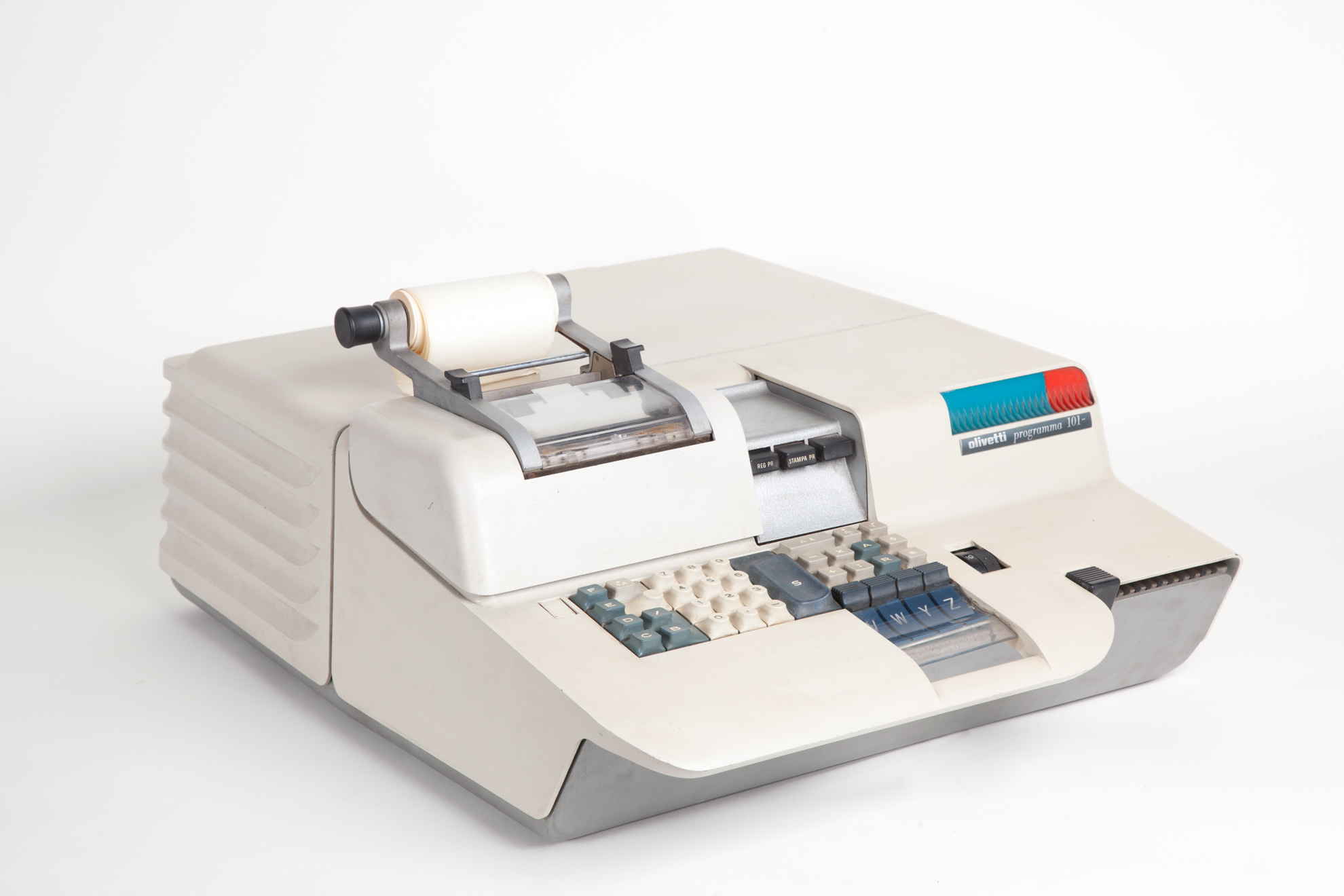
Olivetti Programma 101 (1965)
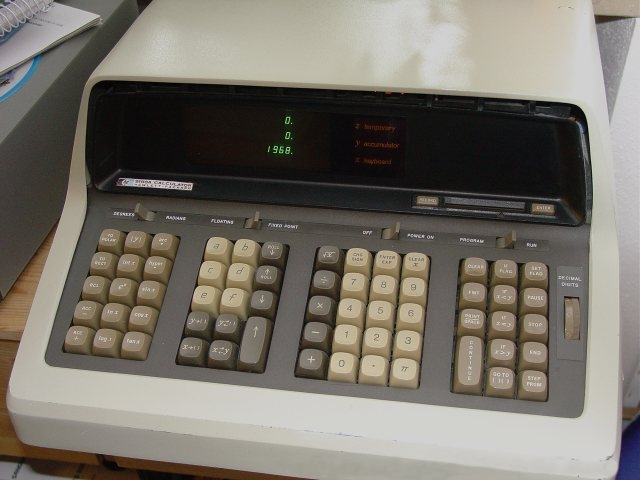
Hewlett-Packard 9100A (1968)
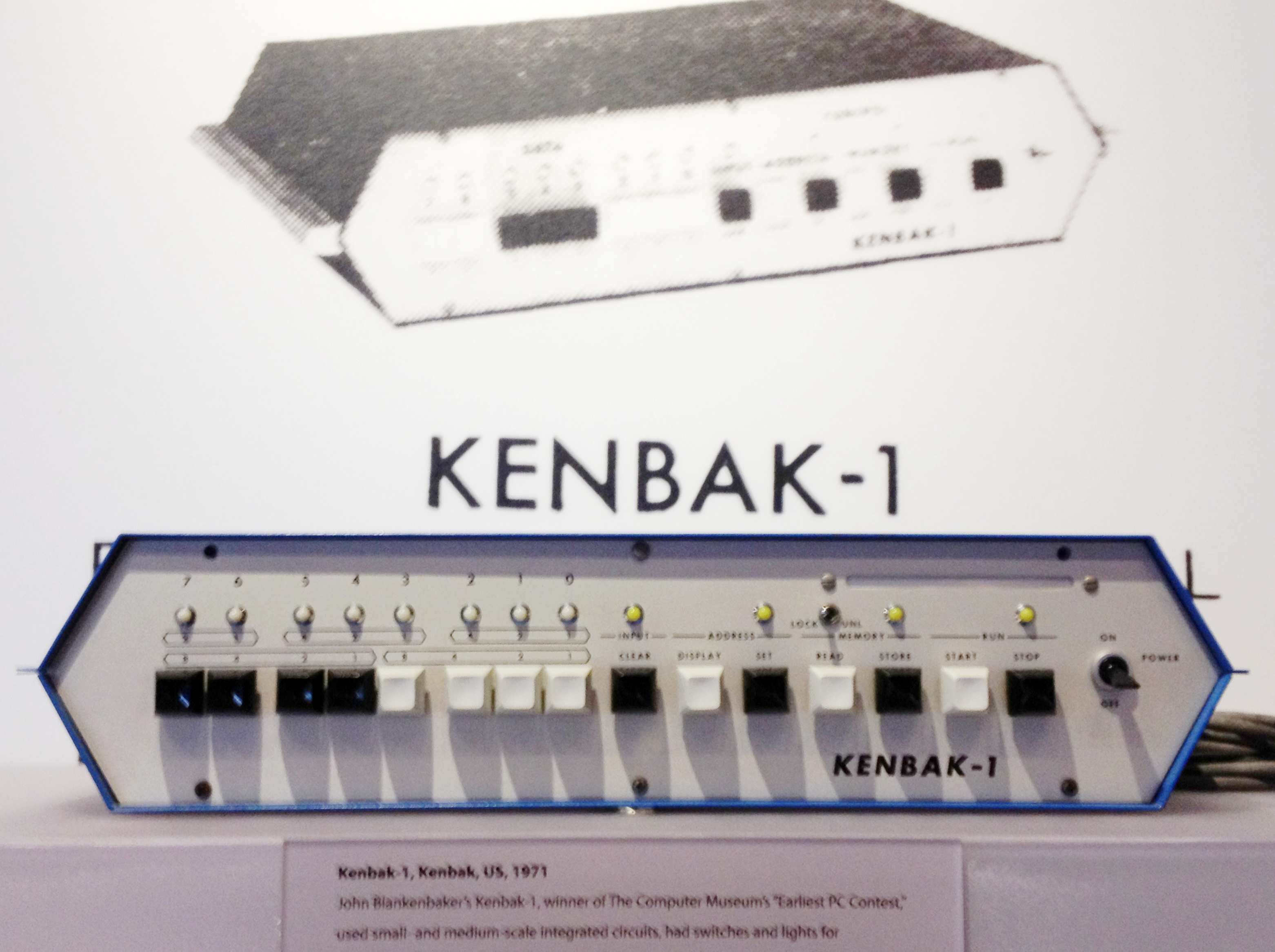
Kenbak 1 (1971)
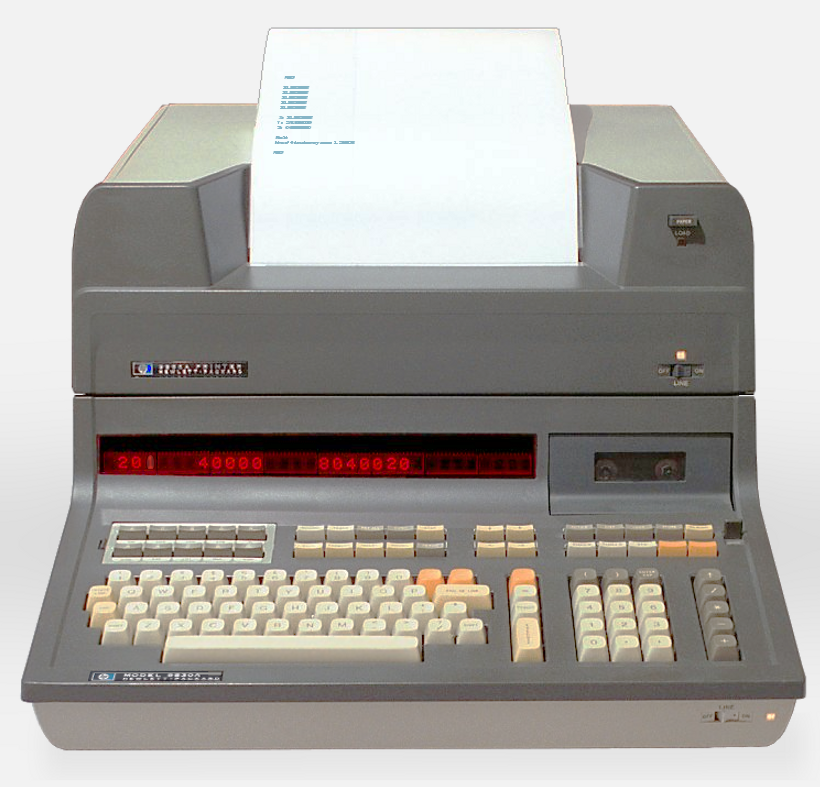
Hewlett-Packard 9830A inkl. Druckaufsatz HP-9866 (1972)
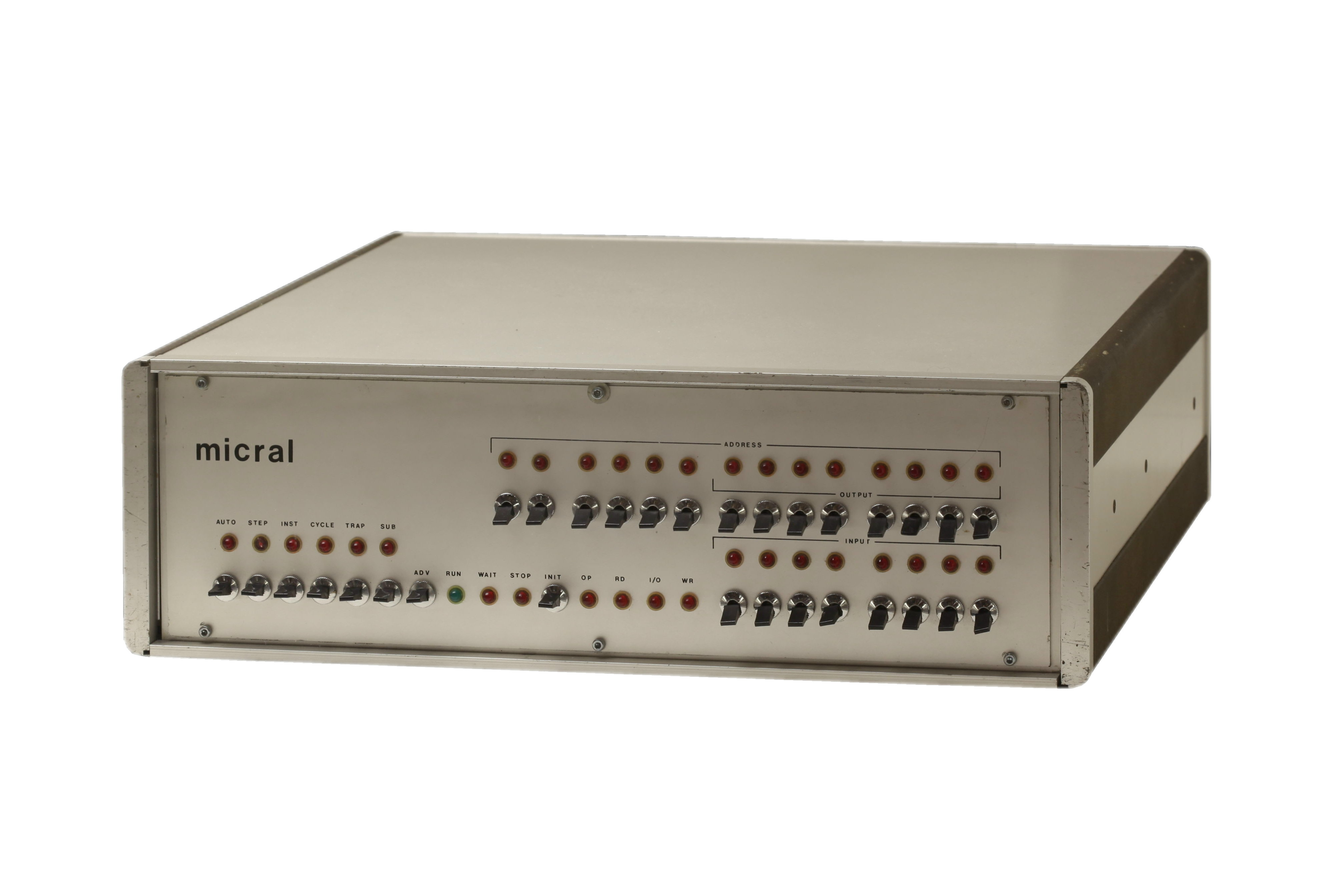
Micral N (1973)
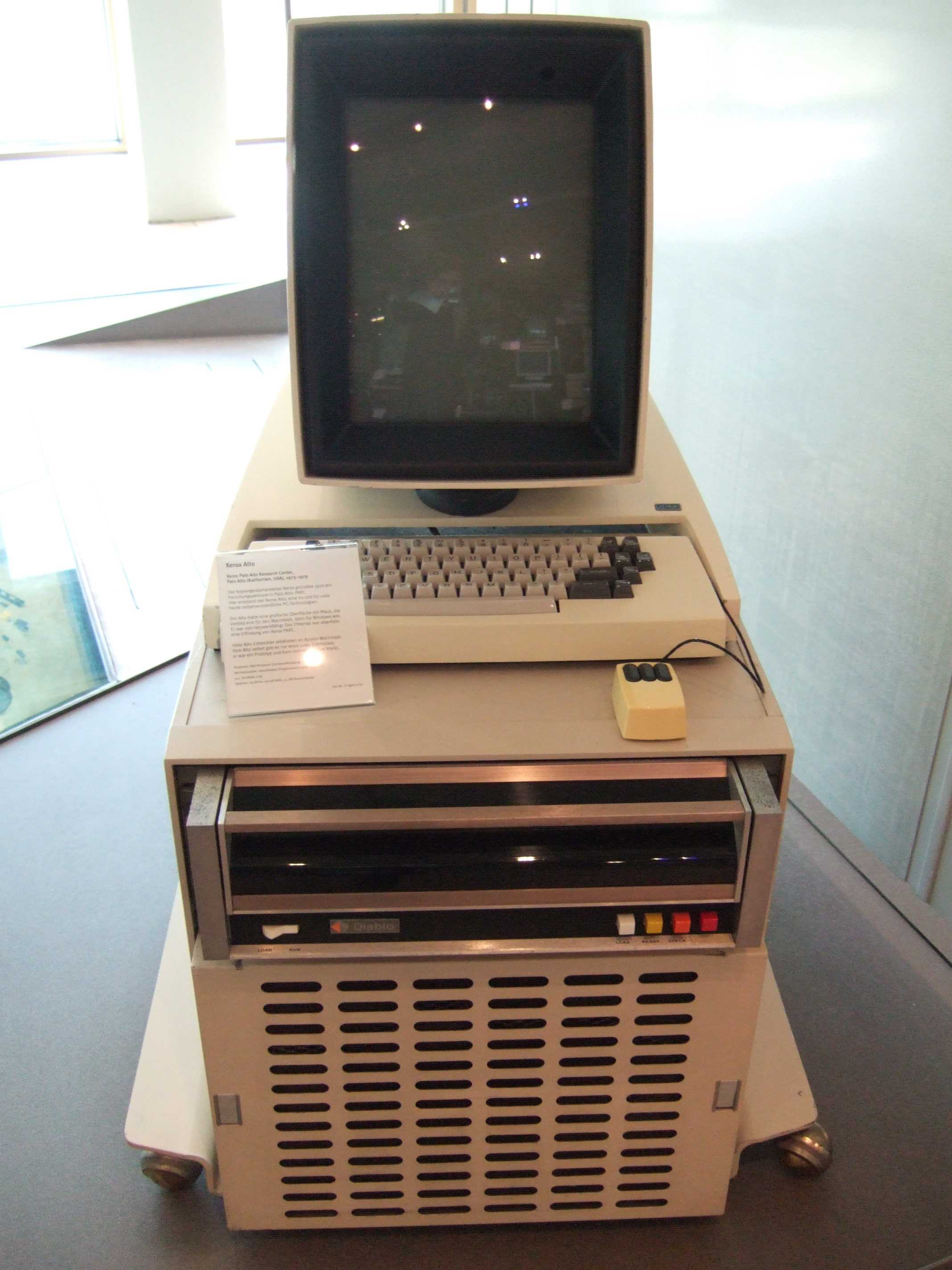
Xerox Alto (1973)
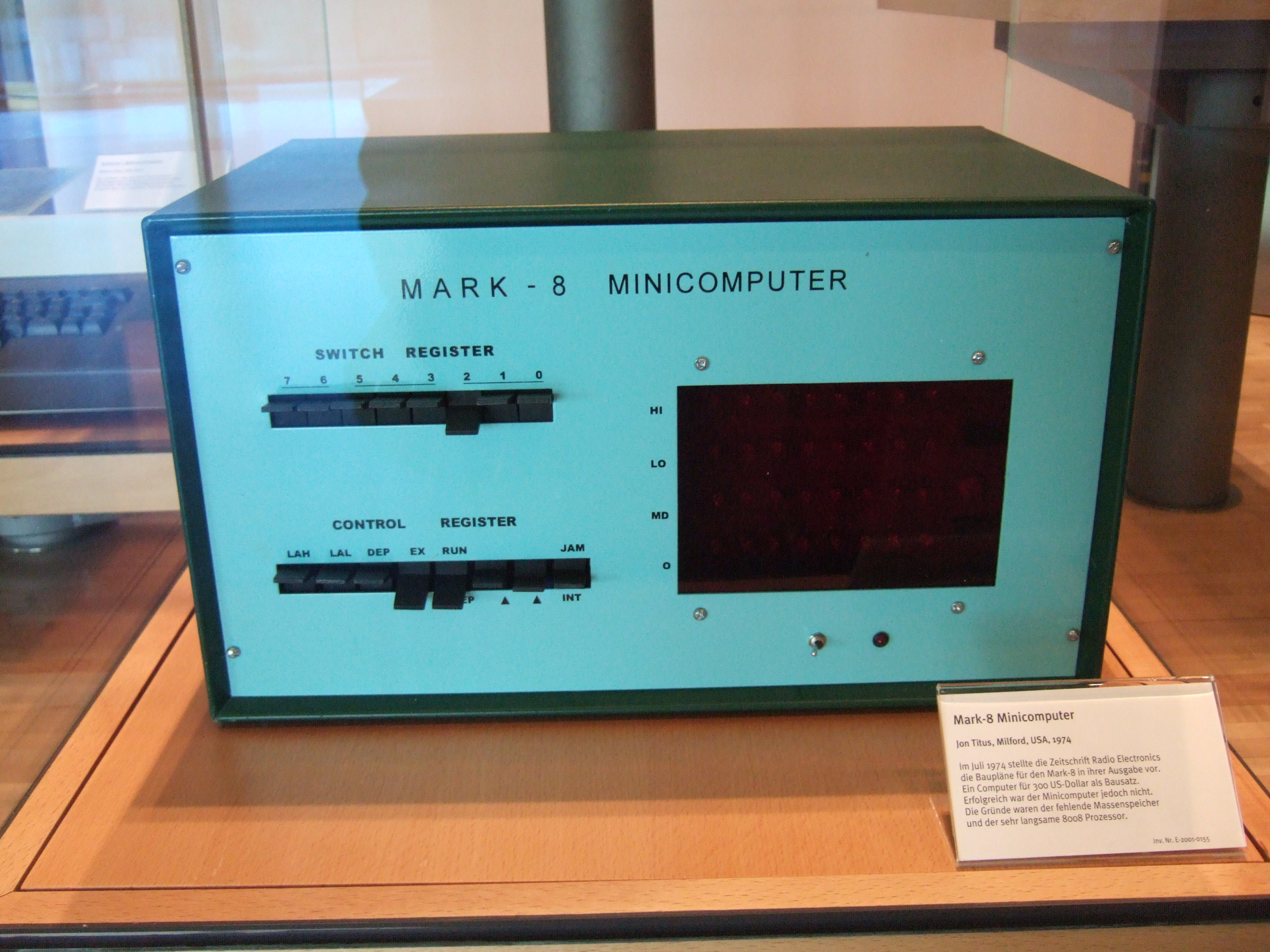
Mark-8 (1974)
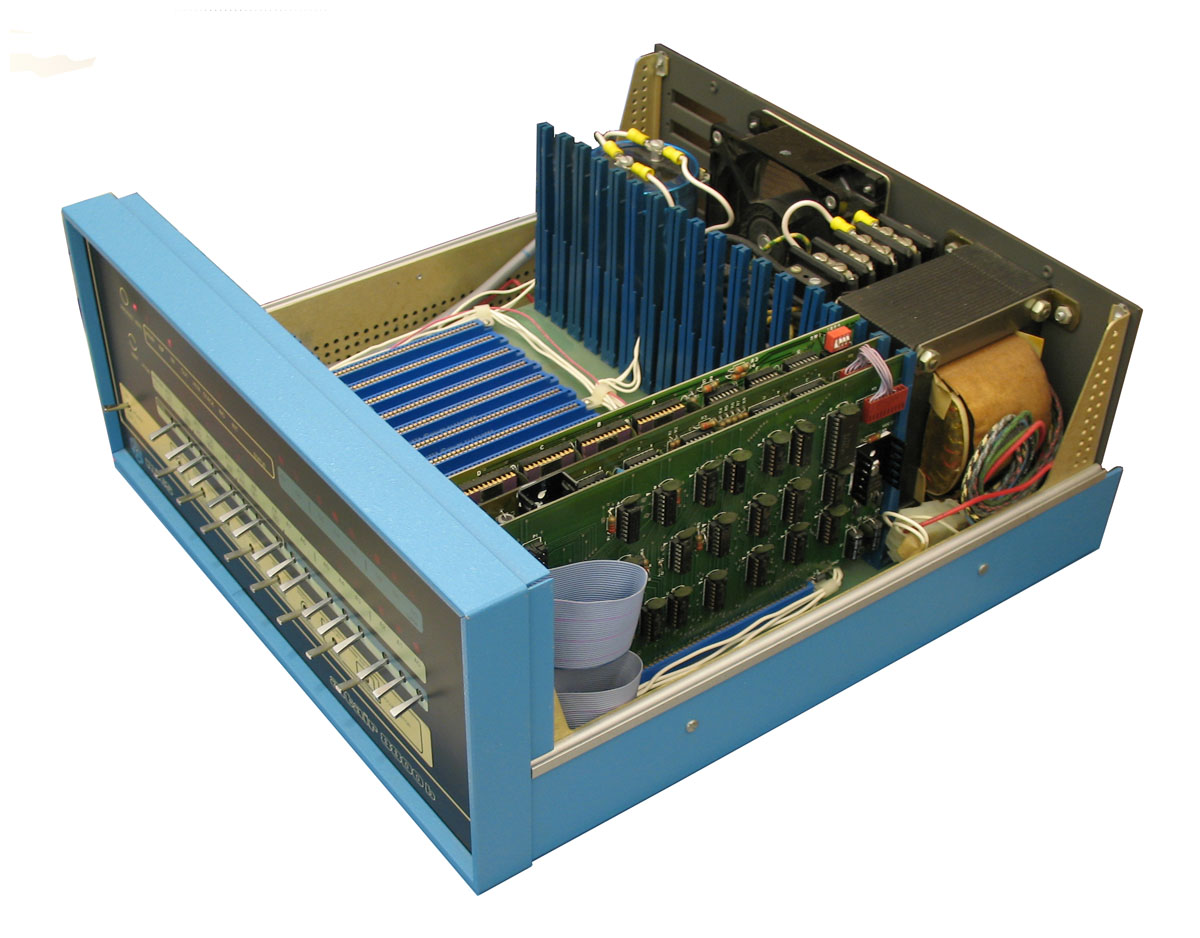
MITS Altair 8800 (1975)
MOS Technology KIM-1 (1975)
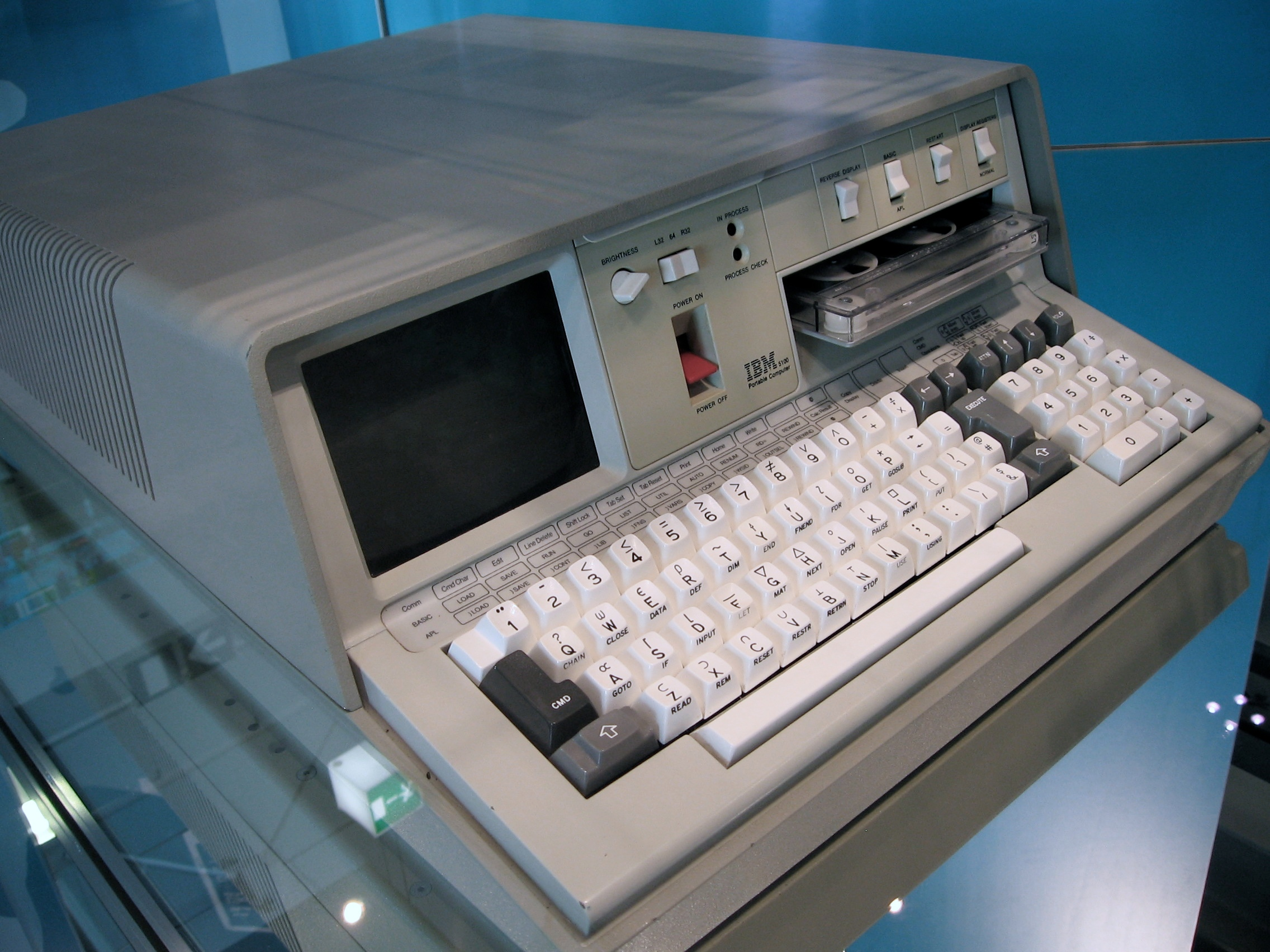
IBM 5100 Mikrocomputer (1975)

### Erste Personal Computer mit schreibmaschinenähnlicher Tastatur und Bildschirm

#### Apple I und II
Steve Wozniak (in der Szene bekannt als The Woz) war ein prominentes Mitglied des Homebrew Computer Club. Im April 1976 stellte er der Öffentlichkeit seinen Computer vor, der dem Altair 8800 technisch weit überlegen war. Als erstes Gerät der Welt war er mit 666 US-Dollar für Privathaushalte erschwinglich und entsprach zugleich den modernen bedientechnischen Vorstellungen eines persönlichen Computers: Sein Computer verwendete eine schreibmaschinenähnliche Tastatur als Eingabeeinheit und einen Bildschirm (zunächst in Form eines umfunktionierten Fernsehgerätes) als Ausgabeeinheit. Als einziges Peripheriegerät gab es ein Kassetten-Interface, mit dem sich in Kombination mit einem herkömmlichen Kassettenrecorder Programme auf Audiokassetten speichern und von diesen wieder laden ließen. Apple war eines der Unternehmen, die aus dem Homebrew Computer Club hervorgingen, wobei Steve Wozniak neben Steve Jobs und Ronald Wayne einer der Gründer ist. Sein Computer wurde zwar vor der Unternehmensgründung entwickelt, aber dann dort in Serie produziert und unter dem Namen Apple I verkauft. Als Einplatinencomputer wurde er in Form einer komplett bestückten Platine ausgeliefert und vom Händler oder Endbenutzer um ein Netzteil, Gehäuse und eine Tastatur ergänzt, ehe er am heimischen Fernseher betrieben werden konnte.
Das Nachfolgemodell, der Apple II, wurde nun auch in kompletter Ausführung ausgeliefert mit einem Gehäuse, Netzteil, Tastatur und Monitor, später sogar mit einer Maus. Gleichzeitig war er der letzte industriell hergestellte PC, der vollständig von einer einzelnen Person, Steve Wozniak, entworfen wurde. Er wurde im April 1977 in den USA vorgestellt und für einen Preis von 1.298 US-Dollar angeboten (das entspricht einem Wert von etwa 6.700 US-Dollar auf das Jahr 2025 bezogen). Bei seiner Markteinführung hatte er acht freie Steckplätze des 8-Bit-Apple-Bus-Systems, mit denen er durch Einsetzen der entsprechenden Erweiterungskarte für unterschiedliche Anwendungen (z. B. Textverarbeitung, Spiele, Steuerungstechnik) genutzt werden konnte. Diese Eigenschaft eines Computers, der also durch Steckplätze individuell an die Wünsche des Konsumenten angepasst werden kann, gilt als Grundeigenschaft eines PC. Außerdem konnten mit diesem Computer bereits Farben dargestellt und Töne wiedergegeben werden. Die Apple-II-Baureihe war ein offenes System, das heißt, alle wesentlichen Konstruktionsdetails wurden veröffentlicht.

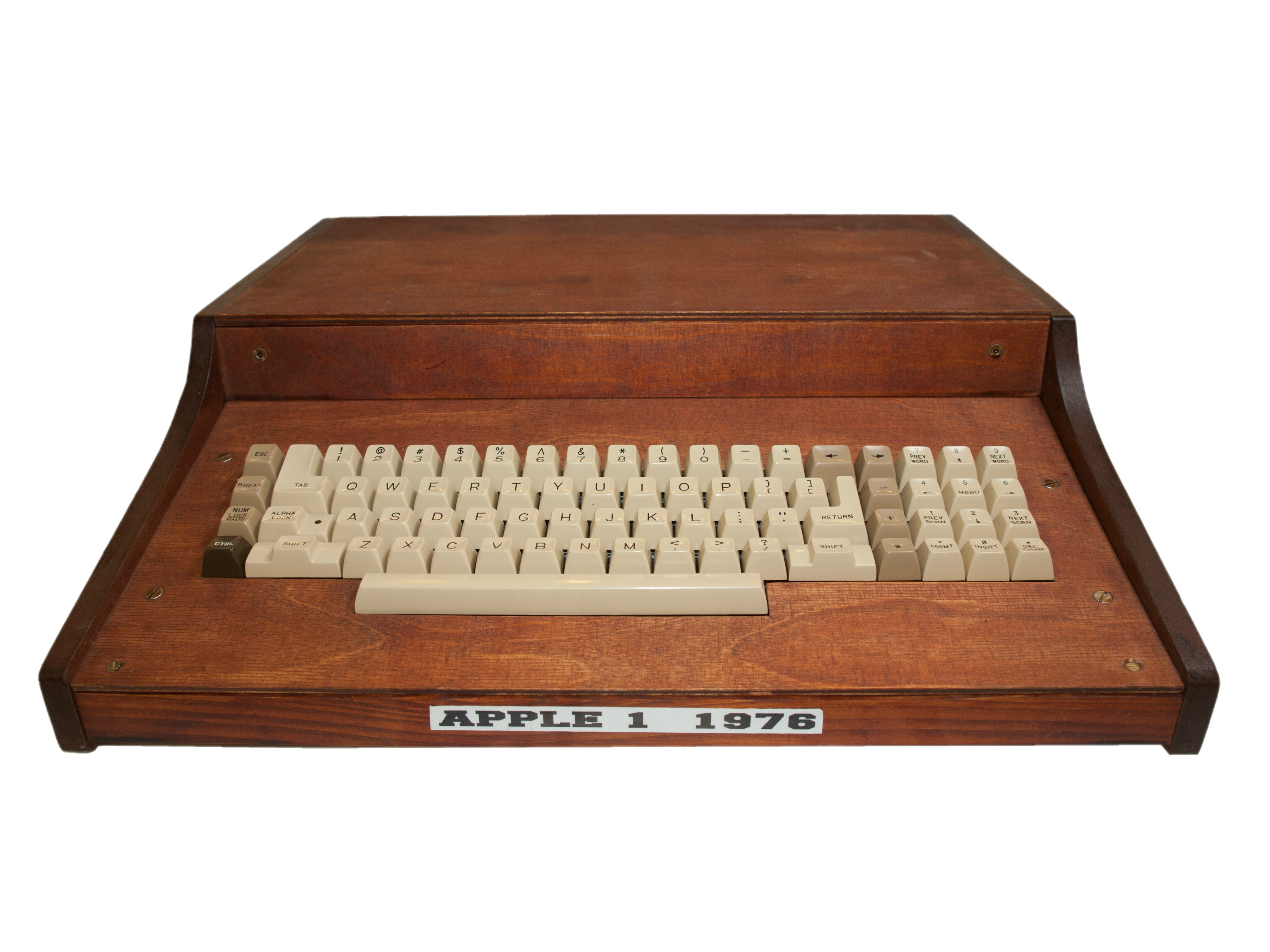
Apple I in einem Selbstbaugehäuse (1976)
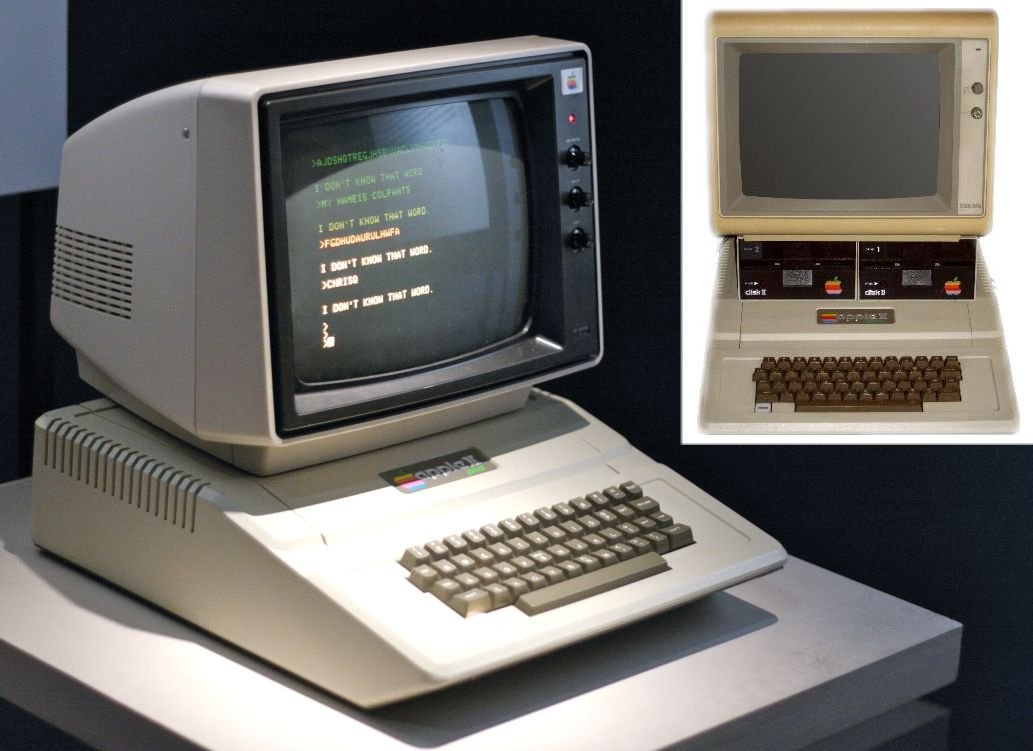
Apple II; oben rechts Apple II mit Diskettenlaufwerken (1977)

#### Commodore PET und Tandy TRS
Der weltweit erste industriell hergestellte PC in kompletter Ausführung (inklusive Gehäuse, Netzteil, Tastatur, Monitor und Massenspeicher in Form einer Datasette) wurde im Januar 1977 vorgestellt: der Commodore PET 2001, der für 795 US-Dollar über den Ladentisch ging. Im August desselben Jahres folgte der Tandy TRS-80 Model 1 für 599 US-Dollar. Von den Leistungsdaten her waren beide Geräte dem Apple II ähnlich, hatten aber keine Steckplätze für Erweiterungskarten, keine Farbdarstellung und keine Tonausgabe. Der PET verfügte über den in der professionellen Messtechnik verbreiteten (parallelen) IEC-Bus, was zur Folge hatte, dass er in Forschung und Industrie Verbreitung fand.

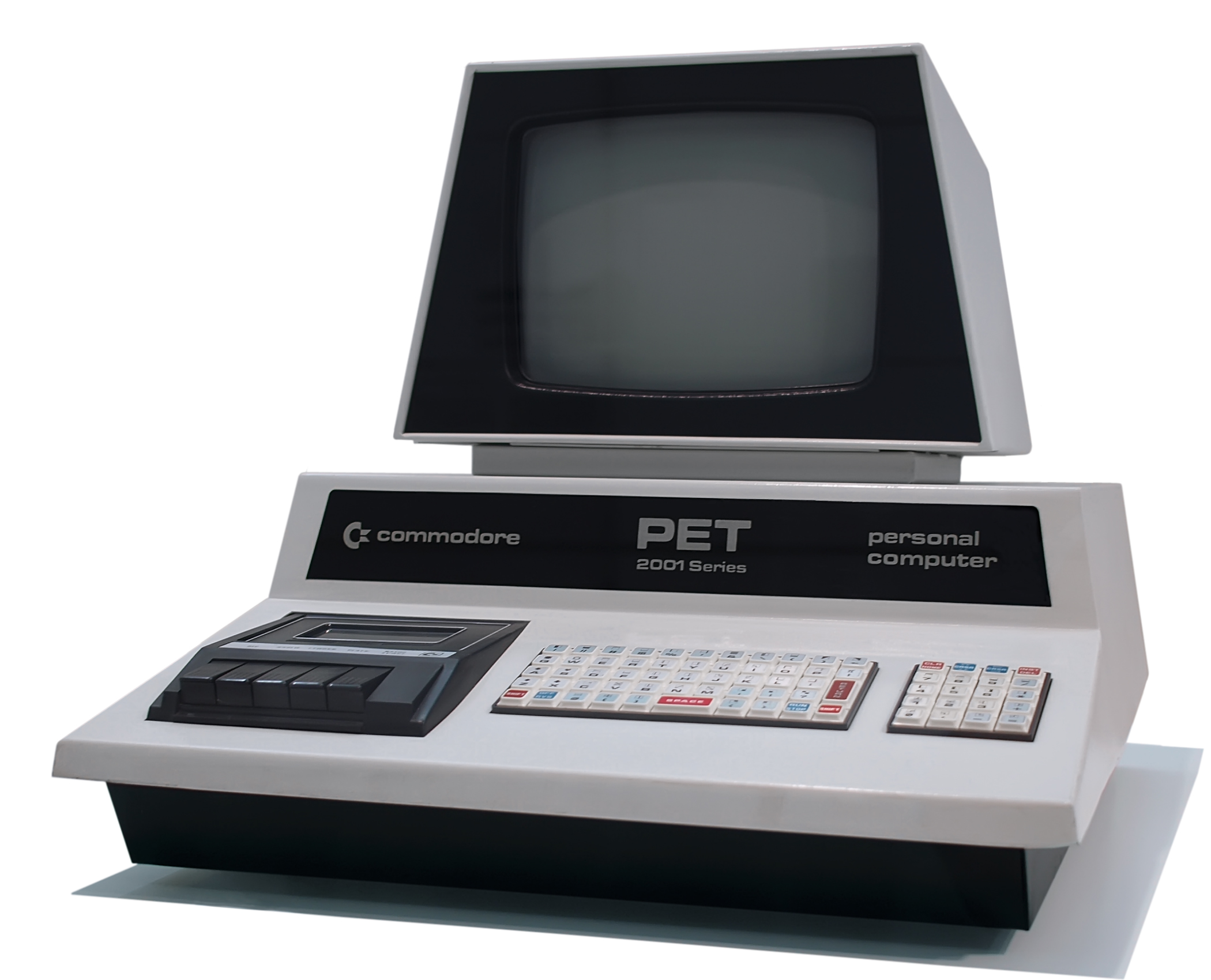
Commodore PET 2001 (1977)
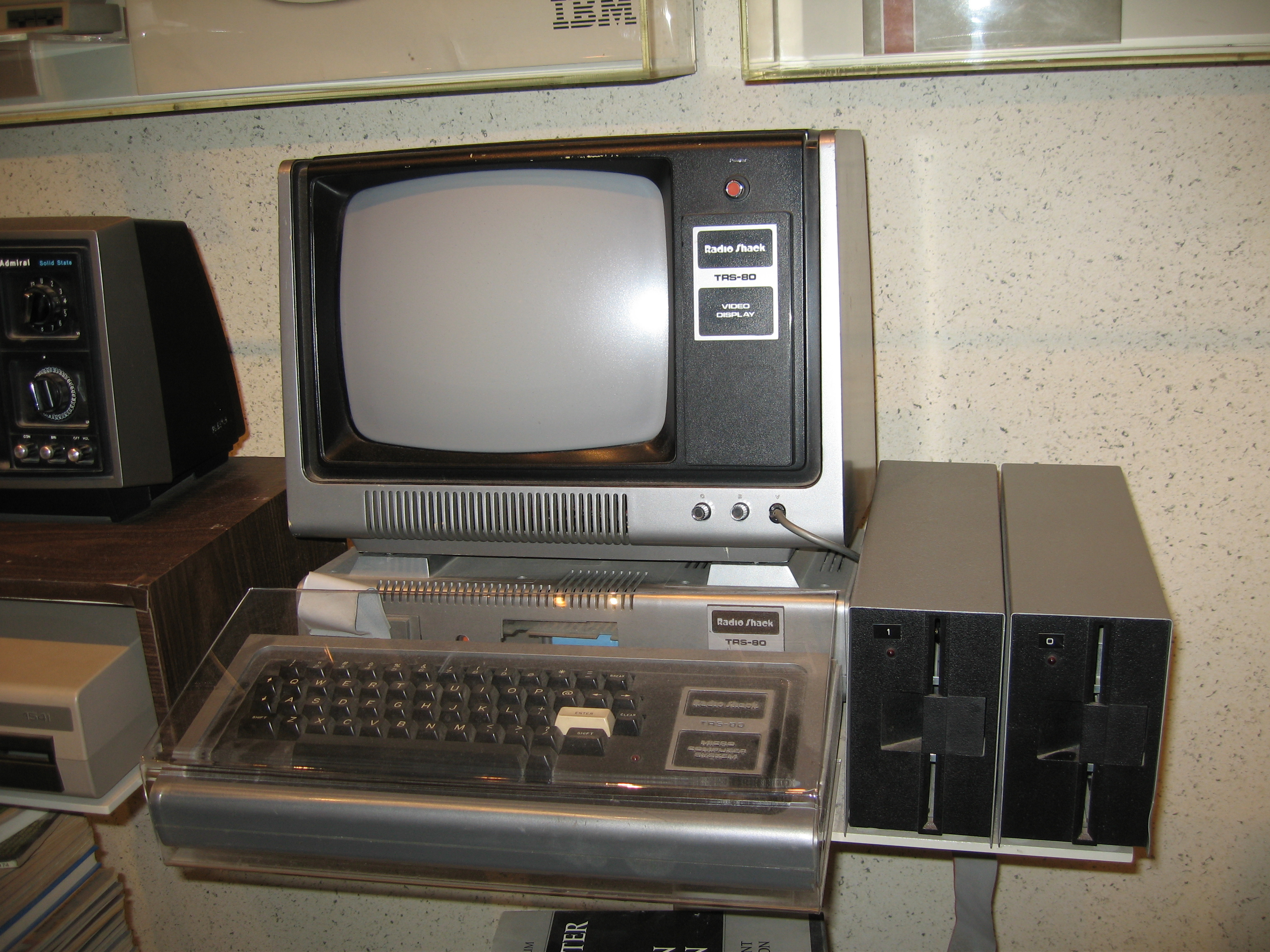
Tandy TRS-80 Model 1 (1977)

#### Andere Anbieter
Neben den Modellen von Apple und Commodore gab es in dieser Zeit weitere ähnliche PC-Modelle anderer Hersteller, unter anderem Sharp MZ-80K (1978), Acorn System 1 (1979) und Sinclair ZX80 (1980).

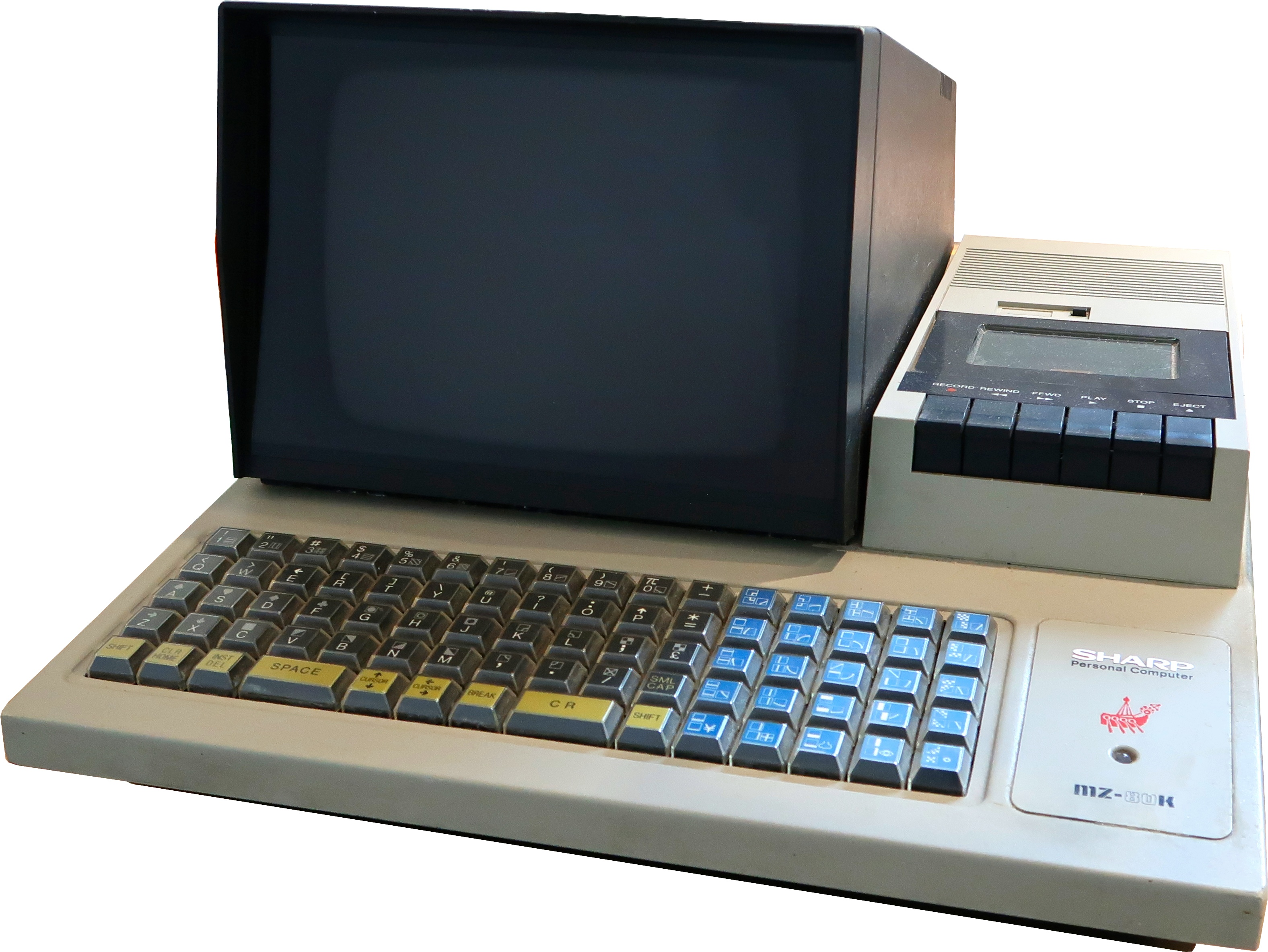
Sharp MZ-80K (1978)
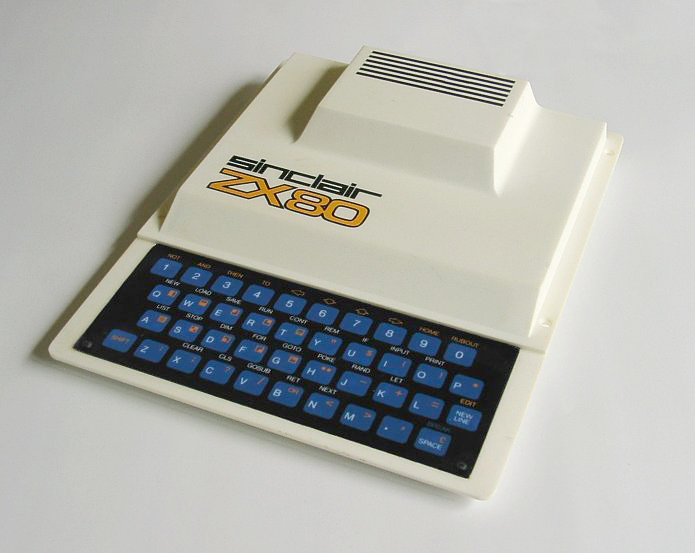
Sinclair ZX80 (1980)

#### IBM PC
Am 12. August 1981 wurde der erste IBM PC 5150 vorgestellt. Er bewegte sich preislich an der Obergrenze der handelsüblichen PC. In der Grundausstattung konnte er für 1565 US-Dollar erworben werden (ohne Diskettenlaufwerke und Monitor, dafür mit TV-Anschluss) oder für 3.005 US-Dollar in kompletter Ausführung (dies entspricht 2025 etwa 10.400 US-Dollar). In der maximalen Ausbaustufe mit mehr Speicher und Farbgrafik wurde er für 6.000 US-Dollar angeboten (entspricht 2025 ca. 20.700 US-Dollar). IBM nutzte ihre damalige Marktführung für (Großrechner-)Datenverarbeitungsanlagen und schaffte es, dass ihr IBM PC als Arbeitsplatzcomputer in zahlreichen Unternehmen eingesetzt wurde.
Das Gerät war mit dem Intel-8088-Prozessor ausgestattet und verfügte über ein 8-Bit-ISA-Bussystem. Auch die folgenden Modelle wurden mit Prozessoren von Intel ausgerüstet. Der bereits ein Jahr vor dem 8088-Prozessor (4,77–9,5 MHz Takt; interne CPU-Wortbreite 16 Bit; System-Datenbus 8 Bit) von Intel vorgestellte 8086-Prozessor (6–12 MHz Takt; CPU-Wortbreite 16 Bit; System-Bus 16 Bit) sorgte dafür, dass sich für die Serie die Abkürzung „x86-Architektur“ etablierte.
Der IBM PC von 1981 wurde zwar anfangs alternativ auch mit dem Betriebssystem CP/M-86 angeboten, bald jedoch ausschließlich mit dem von Microsoft lizenzierten eigenen Betriebssystem IBM PC DOS, bis zum Ende der IBM-PS/2-Reihe 1995. Die 1981 begonnene Zusammenarbeit mit Microsoft endete indes 1985 – beide Unternehmen entwickelten danach das Betriebssystem getrennt weiter, achteten jedoch auf gegenseitige Kompatibilität. Das Betriebssystem MS-DOS von Microsoft war bis zur letzten eigenständigen Version mit jener von IBM nahezu identisch und unterschied sich nur durch zusätzliche enthaltene Programme. MS-DOS gab es Anfang der 1980er Jahre auch für nicht mit dem IBM PC kompatible Personal Computer, musste jedoch jeweils angepasst werden.
Da das Unternehmen IBM die Grundkonstruktion seines PCs offengelegt hatte, wurde durch die zahlreichen Nachbauten ein informeller Industriestandard geschaffen, der die historische Geräteklasse der „IBM-PC-kompatiblen Computer“ definierte. Zahlreiche preiswerte „IBM-PC-Kompatible“ und Weiterentwicklungen des ursprünglichen IBM-PC-Designs durch andere Unternehmen machten die Plattform sowohl am Arbeitsplatz als auch im Heimbereich sehr erfolgreich. Im Februar 1984 wurde der IBM Portable Personal Computer vorgestellt, eine frühe Vorstufe der Laptops, später Notebooks genannt (als Klasse der tragbaren Personal Computer).

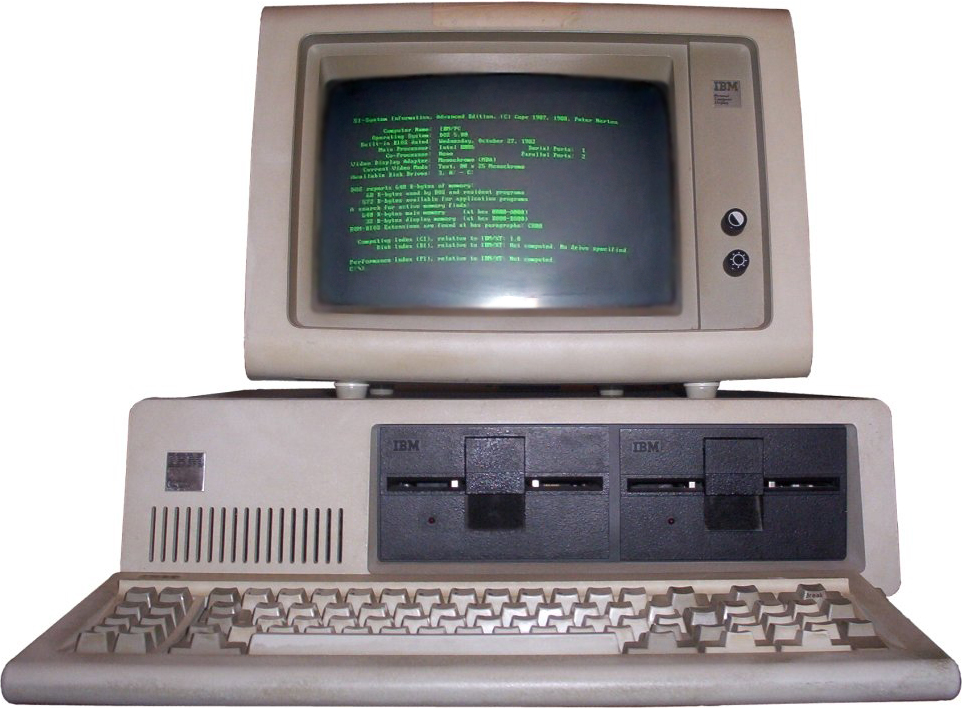
IBM PC 5150 (1981)
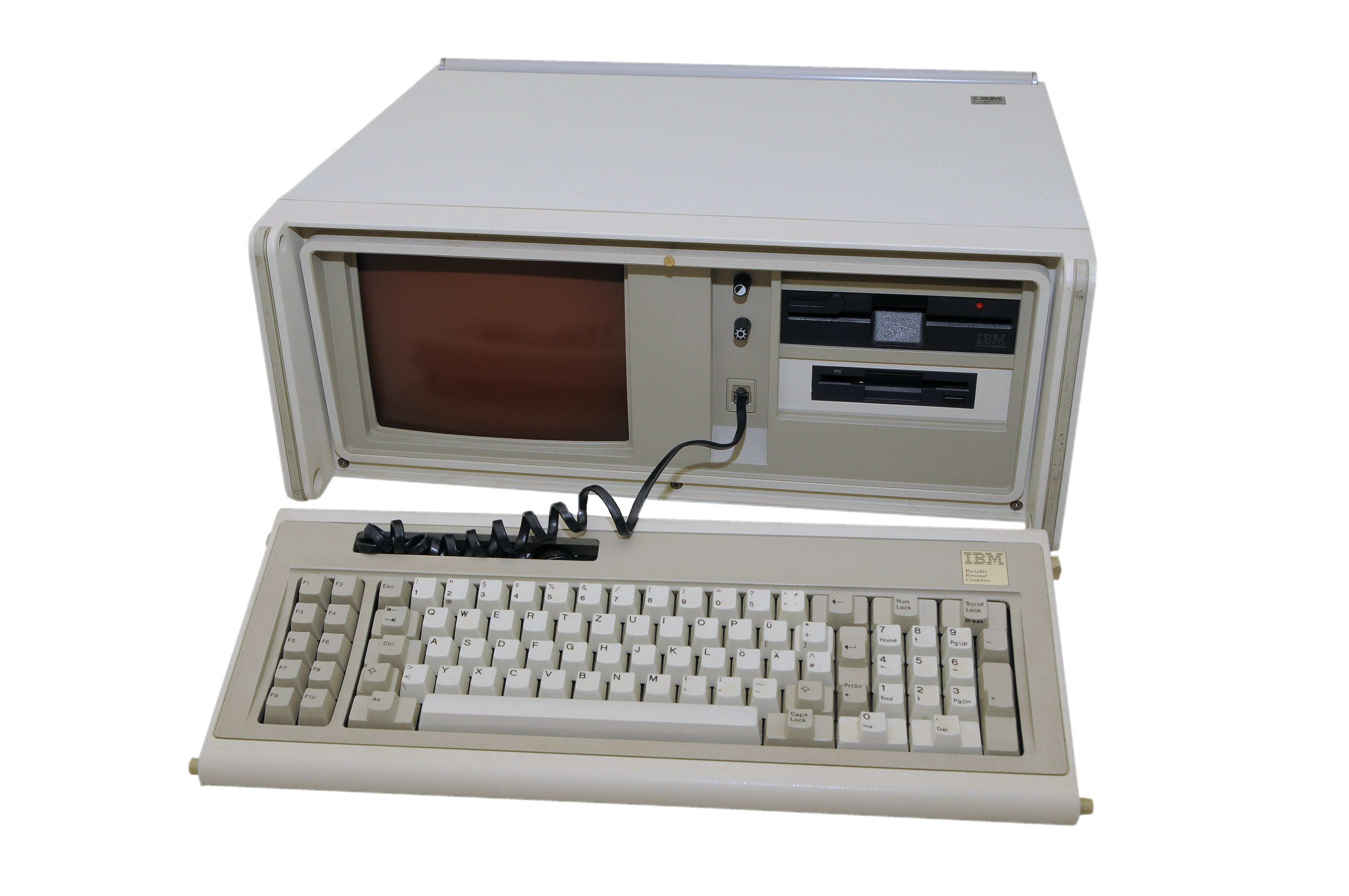
IBM Portable-PC 5155 (1984)

#### Heimcomputer, Apple- und zum IBM PC kompatible Personal Computer

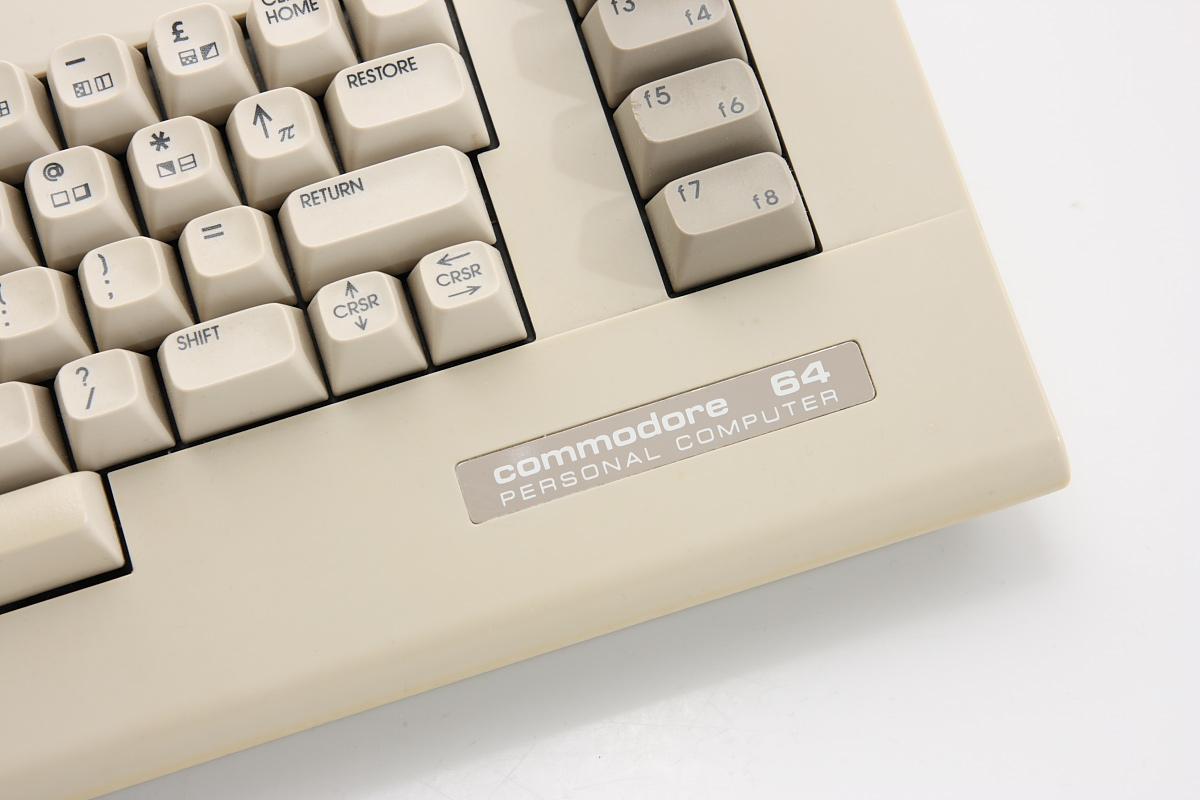
C64 mit „Personal Computer“-Beschriftung

Mit TV-Ausgang und Tonausgabe kamen ab den 1980er-Jahren weitere Geräte als Heimcomputer auf den Markt. Die meistverkauften Modelle waren der Commodore C64 und die Geräte der Amiga-Reihe, wie verschiedene Ausführungen des Atari ST.

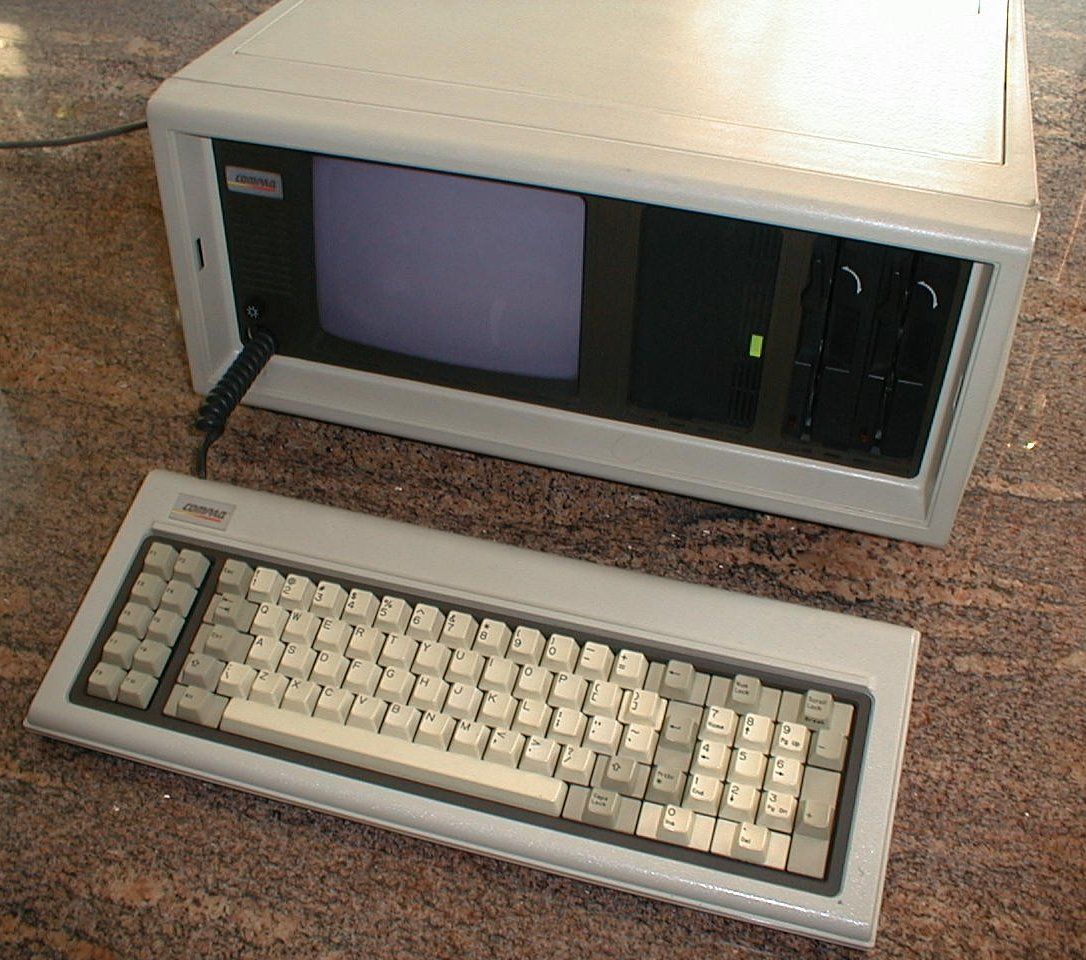
Der Compaq Portable, der erste legale IBM-PC-Klon mit 8088-Prozessor vom März 1983.

Im deutschen Sprachraum wurde in den 1980er-Jahren das englische Wort personal (persönlich) mitunter inkorrekt mit dem deutschen Personal (Arbeiter, Angestellte) assoziiert. Eine Ableitung von Personal Computer hin zu einer professionellen Nutzung entsprechender Geräte wurde hierzulande daher gebräuchlich. So wurden in den Medien Geräte mittlerer Leistung manchmal als „reicht an die Leistung eines Personal Computers [nicht] heran“ klassifiziert, obgleich es sich bei solchen Geräten tatsächlich um Personal Computer handelte. Da die Amiga-Reihe und der Atari ST zu Heimcomputerpreisen die Leistung der IBM PC XT und PC/AT übertrafen und teilweise die Gehäuseform der professionellen Geräte verwendeten, verschwand die irrtümliche Unterscheidung zum Ende der 1980er-Jahre.

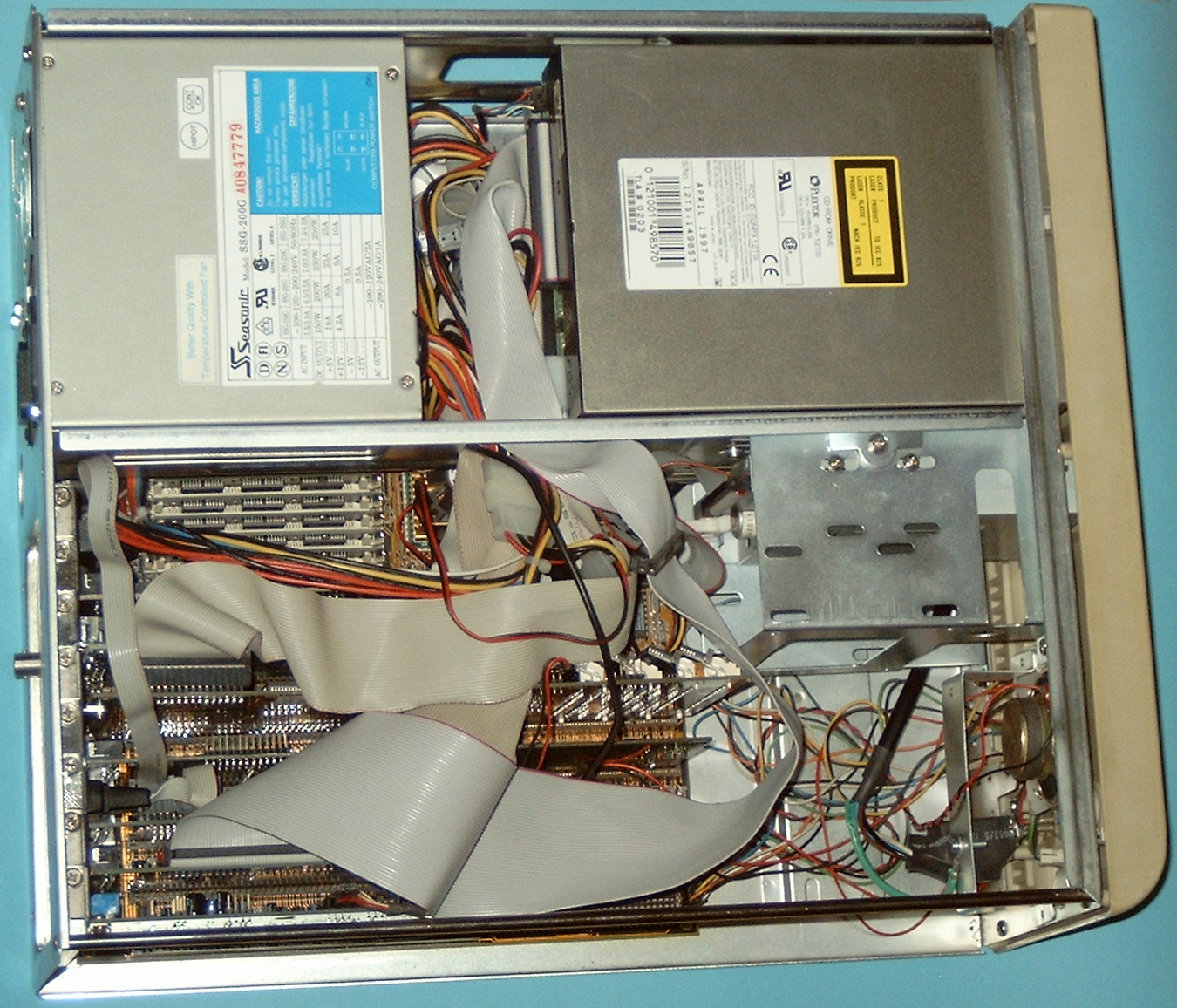
IBM-kompatibler i486-Desktop-PC (1996, Hauptplatine von 1994)

Da IBM kein Monopol auf die verwendeten Komponenten hatte (mit Ausnahme des BIOS), konnte Compaq 1983 den ersten zum IBM-PC-kompatiblen Computer auf den Markt bringen. Vor allem in Ostasien schufen Unternehmen eine Reihe von Nachbauten, in Deutschland waren es Unternehmen wie Commodore und später Schneider. Der sich so entwickelnde Markt führte durch den Konkurrenzkampf zu sinkenden Preisen und verstärkter Innovation.

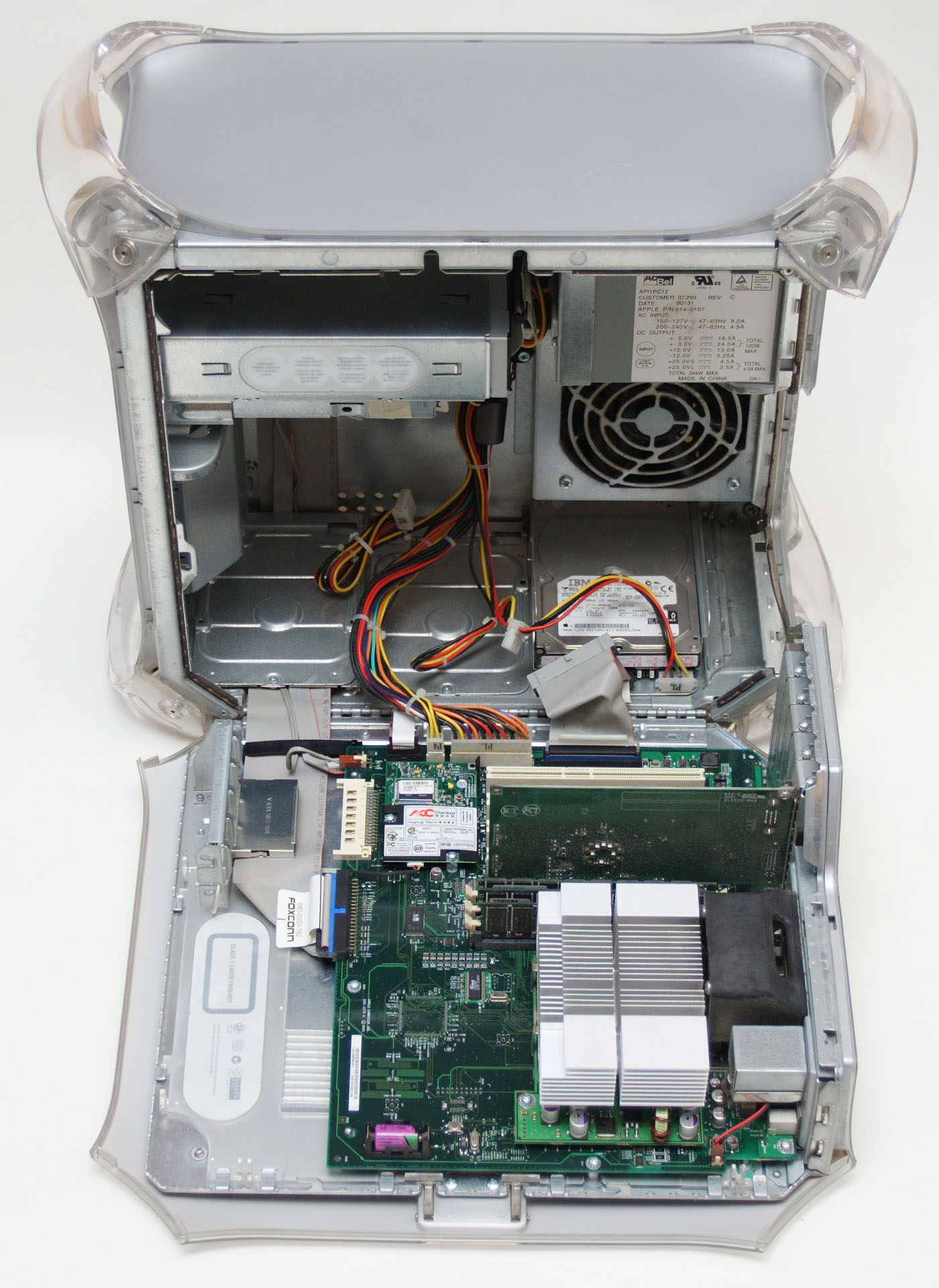
Geöffneter Power Mac G4 „Quicksilver“ von 2001. Obwohl kein IBM-PC-kompatibler Computer nutzte Apple viele Standard-Komponenten, etwa PCI-Steckplätze, ATA/ATAPI und USB.

Die Stückzahlen waren zu Anfang noch bei weitem nicht mit den heutigen vergleichbar. Die Marktsituation Ende 1983 in Deutschland laut für professionelle Mikrorechner (ohne Heimcomputer):
| Anbieter        | Ausgelieferte Einheiten | Lieferanteile in Prozent |
| --------------- | ----------------------- | ------------------------ |
| Commodore       | 14.500                  | 17,0                     |
| Apple           | 12.000                  | 14,0                     |
| IBM             | 9.700                   | 11,5                     |
| Hewlett Packard | 7.100                   | 8,5                      |

Marktpositionen der sechs wichtigsten Anbieter von professionellen Mikros per Ende 1983:
| Rang | Anbieter        | Umsatz-Marktanteil in Prozent |
| ---- | --------------- | ----------------------------- |
| 1    | Commodore       | 25,0                          |
| 2    | Apple           | 16,5                          |
| 3    | Hewlett Packard | 11,0                          |
| 4    | Tandy           | 8,5                           |
| 5    | Triumph Adler   | 5,0                           |
| 6    | IBM             | 4,5                           |

Im amerikanischen Weihnachtsgeschäft 1984 spielten Personal Computer erstmals eine signifikante Rolle. Jedoch hatten sowohl IBM als auch Apple zu viele Geräte produziert und klagten im Frühjahr 1985 über ein enttäuschendes Ergebnis. Viele Händler blieben auf den PC sitzen, und Kunden klagten, „sie könnten nicht viel mit den Maschinen anfangen.“ Ein Apple-Händler schenkte sogar jedem, der einen Rechner kaufte, ein italienisches Fahrrad dazu.
Apple-Computer wurden teils nachgebaut, aber das Unternehmen konnte sich (mit deutlich geschrumpftem Marktanteil) behaupten. Die Apple-II-Linie wurde Anfang der 1990er-Jahre eingestellt; es wurde nur noch die Macintosh-Reihe hergestellt. Zunächst neben Sun war Apple der einzige Hersteller, der Hardware und Software (Betriebssystem und Anwenderprogramme) selbst entwickelte und zusammen vermarktete.
Die meisten anderen Hersteller, wie Commodore und Schneider, verschwanden Anfang der 1990er-Jahre weitgehend vom Markt oder wandten sich wieder anderen Geschäftsfeldern zu (Atari). Die aktuelleren PC-Modelle von IBM, wie der PC 300GL, blieben weitgehend unbekannt und gingen auf dem Markt neben den Produkten anderer Hersteller unter. Ähnlich erging es dem Versuch von IBM, den Markt mit der Personal-System/2-Reihe und dem Betriebssystem OS/2 zurückzuerobern.
Im Privatbereich wurden Heimcomputer und PC zunächst zum Experimentieren, Lernen und Spielen benutzt. Zunehmend wurden sie in Bereichen wie Textverarbeitung, Datenbanken und Tabellenkalkulation eingesetzt und fanden so Eingang in den betrieblichen Alltag.

### Moderne Personal Computer

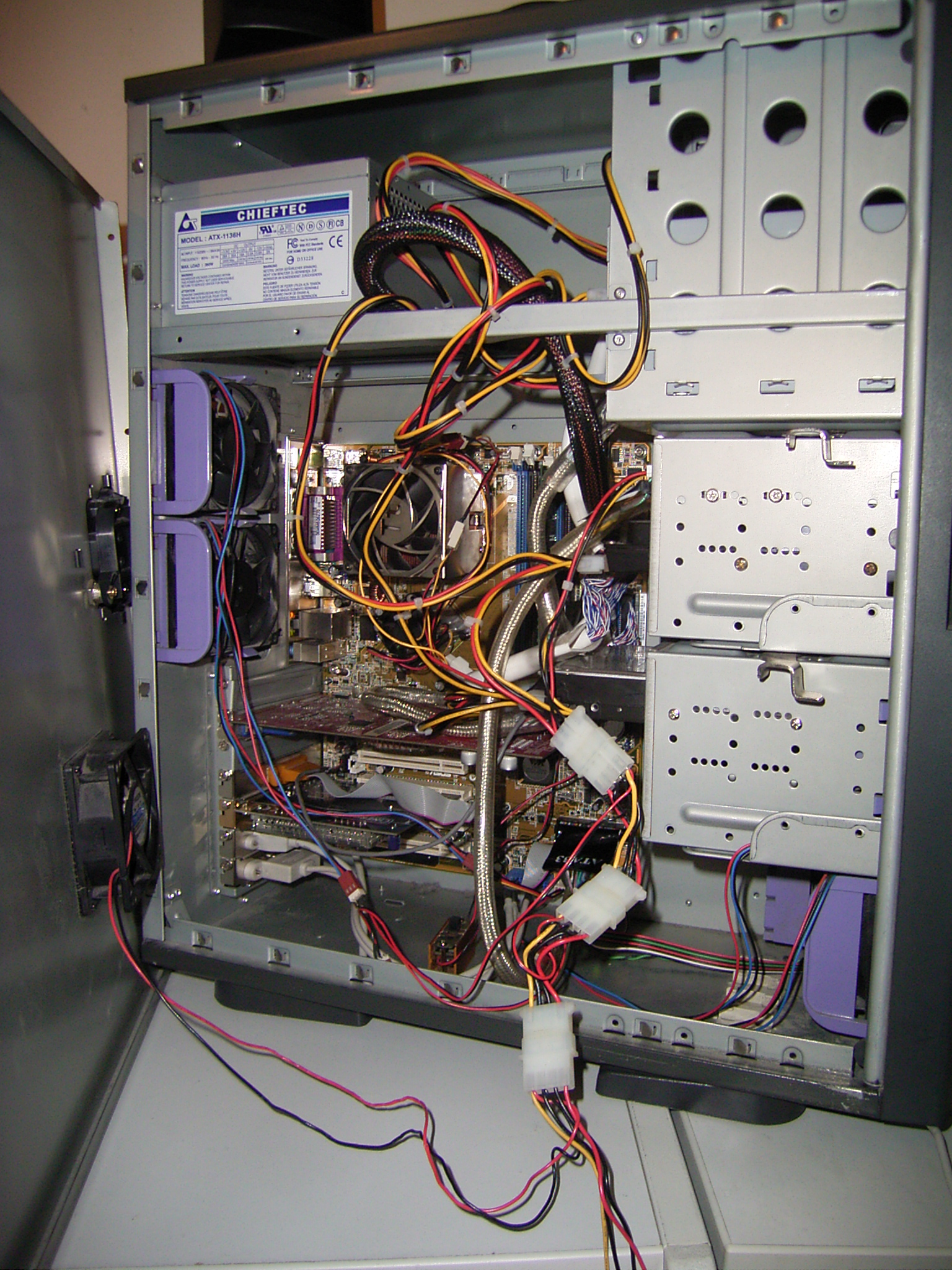
PC-Aufbau von 2005 (Midi-Tower)

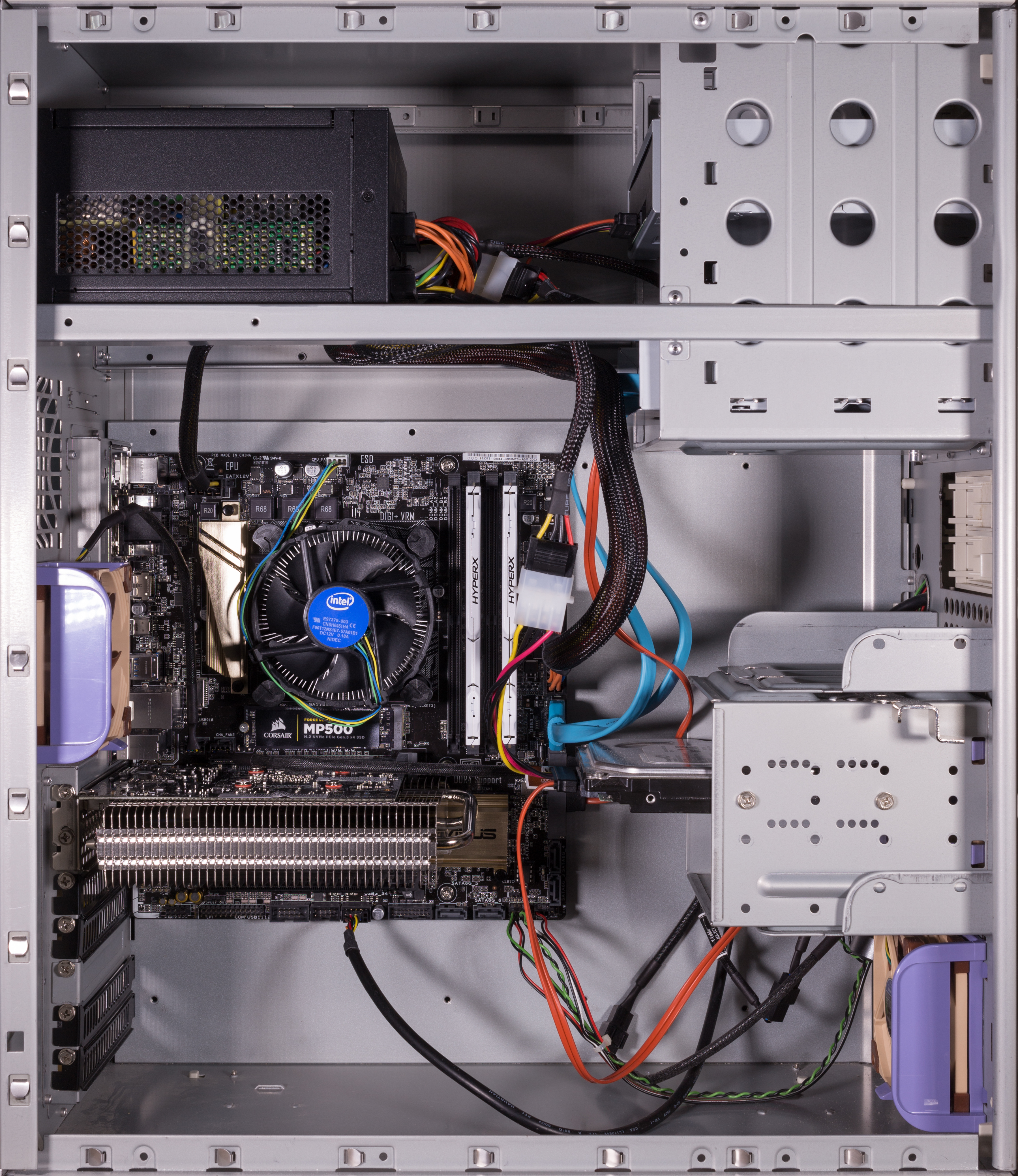
Mittelklasse-PC Aufbau von Anfang 2017 im selben Gehäusemodell

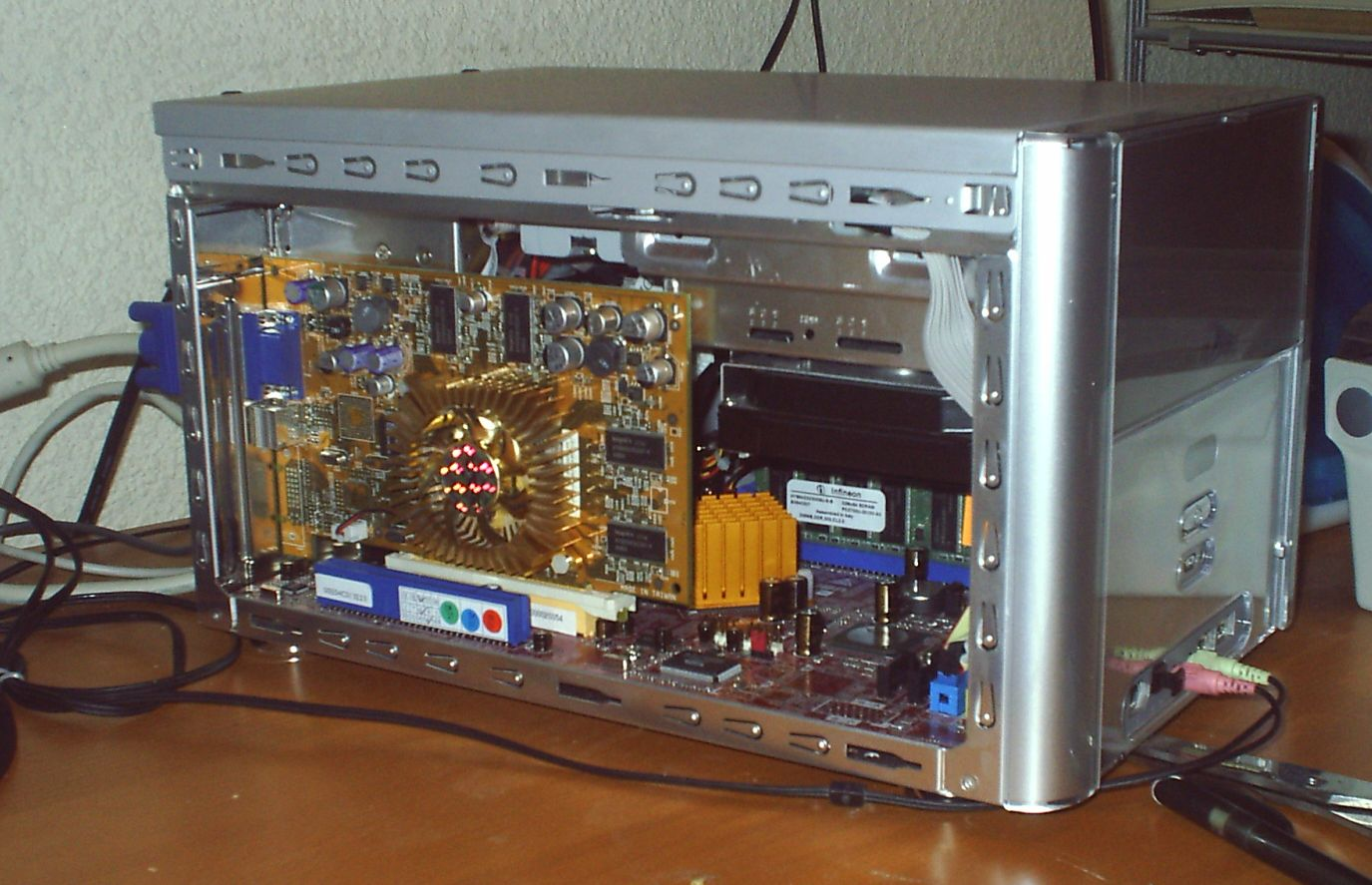
Aus einem Barebone-System selbst aufgebauter Mini-PC aus dem Jahr 2004

Die Leistungsfähigkeit von Personal Computern nahm seit ihrer Entstehung stetig zu (Moore’sches Gesetz). Neben den Aufgaben der Textverarbeitung und Tabellenkalkulation wurde der Multimedia-Bereich zu einem der Hauptanwendungsgebiete. Um den Anforderungen neuester PC-Spiele gerecht zu werden, gibt es „Gaming-PC“, die mit hoher Rechenleistung und sehr leistungsfähigen Grafikkarten ausgestattet sind.
Bei PCs kam seit 2006, unabhängig vom eingesetzten Betriebssystem, praktisch durchweg Hardware auf Basis der x86-Architektur zum Einsatz, die historisch auf den IBM Personal Computer von 1981 bzw. dessen sogenannte IBM-kompatible Weiterentwicklungen zurückgeht. Von den anderen Computerarchitekturen für Einzelplatzrechner waren bis Anfang 2006 die PowerPC-Modelle von Apple erhältlich, bevor auch Apple diese durch x86-Modelle ersetzte. PowerPC-Rechner von Apple werden vom Betriebssystem seit Mac OS X Snow Leopard (Version 10.5) nicht mehr unterstützt.
Als Betriebssysteme werden neben dem marktführenden Windows hauptsächlich unixoide Betriebssysteme eingesetzt, vor allem Linux und BSD. Das Apple-Betriebssystem ist seit Einführung von Mac OS X, 2016 umbenannt in macOS, ein Unix-Derivat, das im Gegensatz zu den verschiedenen Linux-Distributionen und freien BSD-Betriebssystemen ab der Version 10.5 als UNIX zertifiziert ist (siehe auch Liste von Betriebssystemen).
Auf Intel-Macs können auch PC-Betriebssysteme wie Windows oder Linux verwendet werden. 2020 begann Apple mit dem Austausch der x86-Prozessoren von Intel durch selbst entwickelte ARM-SoCs, genannt „Apple Silicon“; ab macOS Big Sur läuft das Mac-Betriebssystem sowohl auf Intel-x86- als auch auf Apple-ARM-Macs.

### Bauformen
Entsprechend der technischen Entwicklung wandelten sich mit der Zeit auch die Bauformen. Der erste IBM PC war wortwörtlich ein Desktop-Computer, er und seine Zeitgenossen von anderen Herstellern hatten Gehäuse im Querformat und standen auf dem Arbeitstisch. Auf ihnen stand wiederum der Monitor mit einer Bildschirmdiagonalen von damals nur 10 bis 13 Zoll. Als diese Desktop-PC mit der Zeit noch etwas größer wurden und nicht nur auf dem Schreibtisch immer mehr im Weg waren, sondern die langsam größer werdenden Monitormodelle auf dem Computer ergonomisch immer ungünstiger standen, ging man zu neben dem Monitor stehenden PC-Gehäusen im Hochformat über, den Tower-Modellen. Letztere differenzierten sich im Anschluss in Big Towers, Midi-Towers und weitere Abstufungen. Je nach Höhe des Towers und Vorlieben des Benutzers stehen viele Personal Computer unter oder neben dem Tisch.
Schon seit Anfang der 1980er-Jahre bemühte man sich parallel dazu, tragbare Computer zu entwickeln. Damit wird üblicherweise ein Gerät mit der Technik und den Ausmaßen eines Desktop-Computers bezeichnet, dessen zumeist kofferförmiges Gehäuse jedoch zum regelmäßigen Transport ausgelegt ist. Die ersten Geräte dieser Art waren 1981 der Osborne-1 und der Kaypro sowie 1983 der SX64. Sie benötigten für den Betrieb zwingend einen Stromnetzanschluss; an Batteriebetrieb war noch nicht zu denken, vor allem weil diese Modelle noch mit integrierten Bildröhren ausgestattet waren, die viel Energie benötigten.
Die Geräteklasse der mobilen Computer (mit Akkubetrieb) wurden seit der Verfügbarkeit preisgünstiger LCD-Anzeigen entwickelt. 1981 erschien der GRiD Compass 1100 und eröffnete die Klasse der noch recht schweren Schoßrechner (Laptop genannt); der erste kommerziell erfolgreiche Laptop erschien 1986 mit dem IBM PC Convertible. Die Bezeichnung Notebook wird tendenziell für die mittelkleinen und leichteren Ausführungen der mobilen Computer benutzt, während der Begriff Netbook für ein deutlich kleineres Gerät ohne optisches Laufwerk verwendet wird, dessen Tasten auch zu klein für die Verwendung im Zehnfingersystem sein können.
Eine spezielle Bauform eines Personal Computers, die zu den Handheld-Geräten zählt, ist der Tablet-PC. Auch wenn schon vorher Tablets existiert haben, erlangten sie erst 2002 mit Microsofts Windows XP Tablet PC Edition größere Aufmerksamkeit; der Durchbruch für diese Geräteklasse erfolgte jedoch erst 2010 mit der Veröffentlichung von Apples iPad.

## Verbreitung
Die Zahl der weltweit verkauften PC ist im Jahr 2013 weiter zurückgegangen, insgesamt wurden ca. 316 Millionen Stück verkauft, davon knapp 26 Millionen in Europa, im Nahen Osten und in Afrika (EMEA (Wirtschaftsraum)). Insgesamt sank der Verkauf gegenüber 2012 um ca. 10 %. Dieser Rückgang ist u. a. auf die weitere Verbreitung von Tabletcomputern und Smartphones zurückzuführen.
In der Vergangenheit wurde die Mehrzahl der verkauften PC als Arbeitsplatzrechner in Wirtschaft und Verwaltung eingesetzt, aber auch viele Privathaushalte verfügten über PC.
Besonders in Schwellenländern haben die Menschen anstelle eines PCs mit Internetzugang als erste Geräte eher ein Smartphone für die Kommunikation und einen Tabletcomputer als Computer.

## Umweltauswirkungen
Spätestens seit 2005 sind durch PC verursachte Umweltauswirkungen anerkannt und werden erforscht. Die Umweltauswirkungen sind durch die hohen Absatzzahlen und vielfältige Schadstoffe in der Produktion erheblich, sie belasten die Umwelt insbesondere rund um Produktionsanlagen und durch den Material- und Energieverbrauch. Das Gebiet in der Informatik, das sich mit Umweltaspekten von PC und Computerhardware im Allgemeinen beschäftigt, ist die Green IT.

### Ressourcenverbrauch
Einer Studie aus dem Jahr 2003 zufolge braucht man für die Herstellung eines Computers samt 17-Zoll-Röhrenmonitor 240 Liter fossile Brennstoffe. Geht man bei einem Gesamtgewicht des Systems – inklusive Röhrenmonitor – von rund 24 Kilogramm aus, entspricht das dem Zehnfachen seines Eigengewichts. Zusätzlich werden rund 22 kg Chemikalien und 1500 kg Wasser benötigt.

### Stromverbrauch
Um gegenwärtig (Stand 2013) seinen PC möglichst sparsam betreiben zu können, empfiehlt sich die Beachtung gewisser Normen der Industrie. Für Netzteile ist dies die „80-PLUS“-Zertifizierung in Bronze, Silber, Gold Platinum oder Titanium nach der ENERGY-STAR-Richtlinie der US-Umweltbehörde EPA.
Ein einzelner PC in Desktop-Ausführung brauchte über lange Zeit weitgehend konstant um die 50 W an elektrischer Leistung. Dieser Wert hielt sich etwa bis zur Einführung des Intel-Pentium-III-Prozessors Ende der 1990er-Jahre. In der Folgezeit stiegen diese Werte rapide auf weit über 100 W alleine für den Prozessor und teilweise über 200 W für den kompletten Rechner an. Eine Trendwende gab es 2004, als der Prozessorhersteller AMD für seinen AMD Athlon 64 erstmals bisher nur bei Notebooks eingesetzte Funktionen zur dynamischen Änderung des Prozessortaktes einsetzte. Durch diese in sämtlichen Prozessoren verfügbare Funktion ist der Stromverbrauch zumindest ohne eine dedizierte Grafikkarte und ohne aufwändige Berechnungen wieder gefallen. Deutliche Abweichungen davon ergeben sich, wenn der Prozessor tatsächlich ausgelastet wird, und noch wesentlich mehr bei der Verwendung einer dedizierten Grafikkarte, die – auch wenn nur ein normaler Desktop darzustellen ist – bereits zwischen 10 und 80 W benötigt.
Laptops und Notebooks, die mobil sein sollen und auf Akkubetrieb ausgelegt sind, versuchen, möglichst sparsam mit der elektrischen Energie umzugehen, um möglichst lange Akkulaufzeiten zu erreichen. Hier werden je nach Geschwindigkeitsanforderung und Auslastung zwischen ca. 10 W und (z. B. für mobile 3D-Grafik) deutlich über 60 W erreicht. Die Werte sind über die Zeit weitgehend konstant; Verbesserungen bei der Akkutechnik werden hauptsächlich in eine Verkleinerung der Gehäuse und nur zu kleinen Teilen in eine Verlängerung der Laufzeit gesteckt. Auch Industrie-PCs verwenden oft Laptop-Technik, das jedoch weniger aufgrund des Stromverbrauchs, sondern um auf bewegliche Teile in Gestalt von Lüftern verzichten zu können und so die mechanische Robustheit zu erhöhen. Die noch kleineren Einplatinencomputer, UMPC oder Netbooks benötigen mit teilweise unter 10 W noch weniger elektrische Leistung, wobei hier jedoch meist Zugeständnisse bei der Rechenleistung gemacht werden müssen.
Aufgrund des hohen Ressourcenaufwandes bei der Herstellung ist es nicht sinnvoll, allein mit Hinblick auf eine Energieeinsparung ein sparsames Neugerät zu kaufen, da im Vergleich zum Energieverbrauch bei Herstellung und Entsorgung der Energieverbrauch beim Gebrauch vergleichsweise gering ist. Der durch die Neuproduktion anfallende zusätzliche Energieverbrauch kann – wenn das überhaupt bei normalem privaten Gebrauch möglich ist – nur nach etlichen Jahren durch die geringere Leistungsaufnahme kompensiert werden.
Aufwendige Berechnungen wie 3D-Bilder in Computerspielen, Bildberechnungen von Grafikprogrammen oder Videobearbeitung erhöhen den Energiebedarf auf 300 W. Leistungsstarke PC mit sehr schnellen Prozessoren kommen auf Werte bis zu 425 W. Hochleistungsgrafikkarten benötigen jeweils weitere bis zu 275 W, so dass bei zwei Grafikkarten unter Volllast des Systems Leistungsaufnahmen von knapp 1000 W möglich sind.

### Entsorgung
Personal Computer bestehen aus den unterschiedlichsten Komponenten, hauptsächlich Elektronik und Metall. Sie werden in Deutschland nach der Elektronikschrottverordnung von den Herstellern über Erfassungsstrukturen zurückgenommen. Besitzer sind verpflichtet, die Geräte getrennt vom Restmüll den Erfassungsstellen zuzuführen. Die Rücknahme ist in Deutschland kostenfrei. Im Zuge der Verschrottung werden viele Elektronikkomponenten der Wiederverwendung zugeführt, beispielsweise um Metalle der Seltenen Erden zu retten.
Veraltete, noch funktionsfähige PC oder Bauteile können auch verkauft oder an Bastler oder Bedürftige weitergegeben werden – so im Rahmen des Projektes linux4afrika. Oft werden alte Geräte auch illegal in Drittweltländer verfrachtet, wo, oft unter Vernachlässigung von Arbeits- und Umweltschutzmaßnahmen, die wertvollen Metalle extrahiert werden und der Rest auf Deponien abgelagert wird (Elektronikschrottverarbeitung in Guiyu in China oder Elektronikschrottverarbeitung in Agbogbloshie in Ghana).

## Technikzentren und volkswirtschaftliche Auswirkungen des PC-Handels auf die Welt
Ein großer Anteil von Importprodukten stammt von Herstellern aus den Vereinigten Staaten, gefolgt von Taiwan. So ist in den meisten PCs ein Intel- oder AMD-Prozessor verbaut. Die gebräuchlichsten Grafikkarten stammen von US-Unternehmen wie Nvidia, Intel oder AMD.
Bei den PC-Mainboards hingegen führt die Republik China (Taiwan) die Produktion an, mit Produkten von Asus, Gigabyte Technology und Micro-Star International inklusive der intern meistverbauten Soundchips des Anbieters Realtek. Bei der eigentlichen Herstellung der Boards ist die ebenfalls taiwanische Foxconn führend.
Marktführer der externen Soundlösungen ist hingegen Creative Technology (Singapur) mit der Sound-Blaster-Serie. Bei den Festplatten (HDDs, SSDs) führen US-Anbieter wie Seagate Technology und Western Digital den Markt an. Bei den Netzteilen führen die Hersteller Sea Sonic, Thermaltake und Enermax aus Taiwan die Produktion an, wobei das allgemeine Qualitätskriterium für Netzteile, die 80-PLUS-Zertifizierung in Bronze, Silber, Gold, Platinum und Titanium von der US-amerikanischen Umweltbehörde EPA stammt und sich als Marktstandard durchgesetzt hat. Netzteile ohne 80-PLUS-EPA-Prüfsiegel sind praktisch unverkäuflich.
Bei den Speichermodulen führen US-Hersteller wie Corsair Memory, Mushkin, Micron Technology und Kingston Technology den Markt an, gefolgt von G.Skill und TeamGroup aus Taiwan. Die Speicherchips werden jedoch hauptsächlich von den koreanischen Herstellern Samsung und Hynix sowie vom US-amerikanischen Unternehmen Micron Technology hergestellt.
Ferner haben auch die drei größten FPGA-Hersteller Xilinx, Altera und Atmel ihren Sitz in den USA. An der Fertigung aktueller Personal Computer haben europäische Hersteller damit nur einen verschwindend geringen Anteil und sind hier stark auf Importe angewiesen. Auch der US-Marktführer Microsoft mit dem am häufigsten eingesetzten Betriebssystem Windows trägt hier einen großen Anteil zur Wertschöpfung in den USA bei. Für das Vereinigte Königreich ist hier jedoch noch die ARM Limited vorteilhaft, welche die ARM-Architektur weltweit lizenziert, sowie Raspberry Pi für die Marktführerschaft unter den Einplatinencomputern mit dem Raspberry Pi. Die Eurozone selber profitiert hiervon jedoch erst mal nicht.

### Entwicklung europäischer PCs
Die Entwicklung europäischer Personal Computer kam über das Prozessordesign kaum hinaus, da bereits in den 1980er-Jahren alle bedeutenden Heimcomputerhersteller wie Commodore und Atari ihren Sitz in den USA hatten, sowie auch die Prozessorhersteller MOS Technology, Motorola und Zilog.
Am europäischsten war in diesem Zusammenhang noch der Acorn Archimedes des britischen Unternehmens Acorn mit der eigenen ARM-Architektur, sowie noch das niederländische Unternehmen ASML, das die EUV-Lithografie-Belichtungsmaschinen, die Schlüsseltechnologie für die Intel- und AMD-Prozessorfertigung, herstellt.

#### Entwicklung in Deutschland
Die Entwicklung in Deutschland hatte bis in die 1960er-Jahre mit den Computern der Zuse KG des Computerpioniers Konrad Zuse eine gewisse Bedeutung. Der Z1 bis zum 5-Kanal-Lochstreifen-gesteuerten Zeichentisch Graphomat Z64 waren bedeutende Eigenentwicklungen mit internationaler Anerkennung.
Die Siemens AG übernahm 1969 die Zuse KG komplett und lagerte die Computersparte nach München in das neue Unternehmen Siemens Nixdorf aus, das später zu Fujitsu Siemens Computers fusionierte. Der Schwerpunkt lag in Kassensystemen und Computerhandel. Der 1975 erschienene Nixdorf Quattro 8870 Großrechner mit dem Betriebssystem Business BASIC und der Anwendungssoftware COMET hatte jedoch noch bis in die 1980er-Jahre einen gewissen Erfolg in Unternehmen. Die CPU (ein nicht näher definierter 1585.01, vermutlich ein Plagiat) stammte bereits von Digital Computer Controls, Inc. aus den USA.

### Entwicklung russischer PCs
Die CPU-Entwicklung in Russland stützt sich vor allem auf den russischen Elbrus-2000-Mikroprozessor, hierfür existiert sogar ein eigener 130-Nanometer-Fertigungsprozess nach der von AMD übernommenen Ausrüstung aus der Fab 30.
Im Mai 2015 machte ein aktueller Elbrus-Heim-PC basierend auf dem Elbrus-4C-Chip Schlagzeilen durch die flüssige Darstellung des Spiels Doom BFG von 2004.
In der Vergangenheit begnügte sich Russland mit dem Kopieren des Zilog Z80, dessen Derivate wie der MME U880 auch die Grundlage für Computer in der DDR stellte.

### Entwicklung japanischer PCs
1982 stellte NEC den PC-98 vor, der mit einem Intel-8086-Prozessor und 128 kB RAM bestückt war. Er wurde aus dem PC-88 entwickelt, der noch einen Zilog Z80 nutzte. Obwohl der PC-98 dem IBM PC sehr ähnlich war, nutzte er den 16-Bit breiten C-Bus, der schon im PC-88 vorhanden war, während beim IBM PC der ISA-Bus verwendet wurde. Der PC-98 war in Japan über eine Dekade lang so erfolgreich, dass man vom „IBM PC Japans“ sprechen kann. Die Leistung der verbauten Komponenten (CPU, RAM, Speicherkapazitäten) wurde während dieser Zeit ständig angepasst. Erst mit dem Aufstieg von Windows wurde der PC-98 zunehmend aus dem Markt verdrängt. Da es Windows 3.1 und Windows 95 auch in Versionen für den PC-98 gab, griffen Kunden zunehmend zu billigeren IBM-kompatiblen PCs, die ebenfalls Windows-fähig waren. Innerhalb von 5 Jahren schwand der Marktanteil in Japan von 60 auf 33 %. 1997 wurde die Produktion des PC-98 eingestellt.
Als der typische japanische Heimcomputer galt allgemein in den 1980er-Jahren der MSX-Computer, der sich dort als Alternative zum C64 etabliert hatte. Wobei auch der MSX-1 im Wesentlichen noch auf US-Herstellern aufbaute, so wieder der Z80-Prozessor des Herstellers Zilog, der Grafikchip von Texas Instruments und der Soundchip von General Instrument. Japanische Eigenmarken stellten erst die Nachfolger der MSX-2 und MSX turbo R mit dem Yamaha v9958 Grafikprozessor und Yamaha YM2149/YM2413 Soundchip dar. Die 7,16 MHz schnelle R800-CPU für den MSX turbo R war dabei zwar Zilog-kompatibel, tatsächlich aber auch eine Eigenentwicklung der japanischen ASCII Corporation und wurde hergestellt von der Mitsui Bussan. 1987 folgten der X68000-Heimcomputer von Sharp mit einer von Hitachi produzierten HD68HC000-CPU (später wurden 68000er von Motorola verbaut) und 1989 der FM Towns mit erstmals serienmäßig eingebauten CD-ROM-Laufwerk, der jedoch auf der x86-Architektur basierte und mit dem Intel 80386 abermals einen Prozessor eines US-Herstellers nutzte.

### Entwicklung in Afrika
Afrika spielt für den weltweiten PC-Handel eine Rolle, da hier der Großteil des Computer- und Elektroschrotts landet. So recyceln Kinder auf der Elektronikschrottdeponie in Agbogbloshie, der giftigsten Müllhalde der Welt, in einem Slum am Rande der Hauptstadt Accra in Ghana, viele Altgeräte durch das Herauslösen von Aluminium aus Monitorrahmen und Kupfer aus den Kabeln.

### Entwicklung in Vorderasien
In den arabischen Ländern fand wie in Afrika praktisch keine Entwicklung statt. Am ehesten entwickelt noch Israel mit dem Rüstungshersteller Rafael Advanced Defense Systems einen Teil der Computer-Technik. Bedeutende Eigenentwicklungen waren hier bereits das Raketenabfangsystem Iron Dome wie auch das Trophy (APS)-System zur Verteidigung von Panzern.